# 1 januari
1 januari is de eerste dag van het jaar van de gregoriaanse kalender die is ingevoerd rond het jaartal 1582-1583, door de gelijknamige paus Gregorius XIII. Hierna volgen nog 364 dagen tot het einde van het jaar (365 dagen in een schrikkeljaar). Over de hele wereld wordt 1 januari gezien als nieuwjaarsdag. Maar bij sommige culturen of, andersgelovigen, valt Nieuwjaar op een andere dag.

## Geschiedenis
Tijdens de middeleeuwen verschoven vele West-Europese landen onder invloed van de Kerk het begin van het jaar naar een van de vele belangrijke christelijke feesten, zoals 25 december (Kerstmis), 1 maart, 25 maart (Maria-Boodschap) of zelfs Pasen. Oost-Europese landen, waarvan de meesten een overwegend orthodoxe bevolking hadden, begonnen hun jaartelling vanaf ongeveer 988 op 1 september.
In Engeland werd 1 januari gevierd als Nieuwjaar, maar vanaf de 12de eeuw tot 1752 begon het jaar in Engeland op 25 maart.
De meeste West-Europese landen veranderden het begin van het jaar naar 1 januari vóór ze de gregoriaanse kalender overnamen.
1 januari werd als volgt de officiële start van het jaar in onderstaande gebieden:
- 1522 - Republiek Venetië
- 1544 - Heilige Roomse Rijk (Duitsland)
- 1556 - Spanje, Portugal
- 1559 - Pruisen, Zweden
- 1564 - Frankrijk
- 1576 - Zuidelijke Nederlanden
- 1579 - Lotharingen
- 1583 - Republiek der Zeven Verenigde Nederlanden
- 1600 - Schotland
- 1700 - Rusland
- 1721 - Toscane
- 1752 - Groot-Brittannië (uitgezonderd Schotland) en zijn kolonies

## Gebeurtenissen
- Algemeen

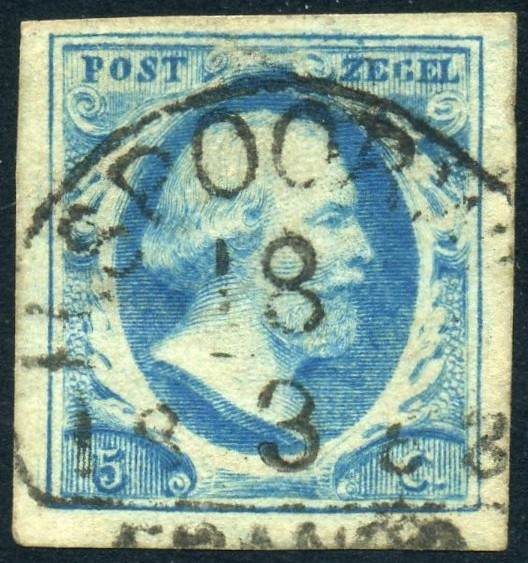
Postzegel met Willem III uit 1852

  - 45 v.Chr. - De juliaanse kalender wordt van kracht, als burgerlijke kalender van het Romeinse Rijk.[1]
  - 1624 - Bij Tull en 't Waal breekt de dijk van de Lek door. De wateroverlast reikt tot Amsterdam en Rotterdam. Om het herstel van de dijk te kunnen betalen geeft het Hoogheemraadschap van de Lekdijk Bovendams eeuwigdurende obligaties uit.
  - 1673 - Tussen New York en Boston begint een regelmatige postbestelling.[1]
  - 1700 - Rusland schakelt over naar de juliaanse kalender en gebruikt niet langer de Anno Mundijaartelling.
  - 1806 - De Franse republikeinse kalender wordt afgeschaft. De gregoriaanse kalender wordt opnieuw ingevoerd.
  - 1852 - In Nederland wordt de postzegel ingevoerd.[1] Zie ook: Eerste postzegelemissie Nederland.
  - 1873 - Japan gaat over op de gregoriaanse kalender.
  - 1892 - Opening van Ellis Island, de plek waar alle immigranten de Verenigde Staten van Amerika binnenkomen.[1]
  - 1900 - In Duitsland wordt het Bürgerliches Gesetzbuch van kracht.
  - 1982 - De Nederlandse militaire vrouwenafdelingen MARVA en Milva worden opgeheven.
  - 1990 - Meer dan tweehonderdduizend West- en Oost-Duitsers vieren Nieuwjaar bij de Brandenburger Poort, die in december was geopend. Het feest wordt echter verstoord door een stellage die instort. Eén persoon komt hierbij om en honderd personen raken gewond.
  - 2000 - De gevreesde mondiale computerstoring als gevolg van de millenniumbug blijft uit.
  - 2000 - Loodhoudende benzine wordt in de lidstaten van de Europese Unie officieel verboden.
  - 2001 - Bij een brand in een café in Volendam komen veertien jonge mensen om. Er vallen 180 gewonden.
  - 2002 - Officiële ingebruikneming van de euro in Europese Economische en Monetaire Unie als wettig betaalmiddel samen met Andorra, Monaco, San Marino en het Vaticaanstad.
  - 2009 - In de Europese Unie is het metriek stelsel als standaard ingevoerd.
  - 2011 - Bij een aanslag op een christelijke kerk in de Egyptische stad Alexandrië komen 21 mensen om het leven. Acht mensen raken gewond.
  - 2014 - Het verbod om alcoholische dranken te verkopen of te schenken aan jongeren in Nederland, vastgelegd in de Drank- en Horecawet (die inmiddels Alcoholwet heet). is verhoogd van 16 tot 18 jaar.
  - 2014 - Colorado is de eerste Amerikaanse staat waar de vrije verkoop van marihuana is toegestaan.
  - 2017 - In de nacht van 31 december 2016 op 1 januari 2017 wordt er een terroristische aanslag gepleegd op nachtclub Reina in Istanboel. Hierbij komen 39 mensen om en raken er 69 gewond.[2] De aanslag wordt opgeëist door IS.[3]
  - 2019 - Tijdens oud en nieuw ontstaat in en rondom de Nederlandse plaats Scheveningen op veel plekken brandschade door een regen van vonken. Oorzaak is een combinatie van harde wind en een vreugdevuur dat, tegen de regels in, te hoog gebouwd is.
  - 2025 - Tijdens de afgelopen jaarwisseling zijn 2 personen, 46 en 14 jaar oud, om het leven gekomen door vuurwerk in Nederland. Er zijn ook veel meer dronken jongeren in het ziekenhuis beland dan gewoonlijk.
  - 2025 - Een man van 42 jaar rijdt met een pick-uptruck in op uitgaanspubliek in New Orleans. Er zijn vijftien doden en tientallen gewonden.
- Economie
  - 1906 - Het Nederlands Verbond van Vakverenigingen (NVV) wordt opgericht. Henri Polak wordt voorzitter.[1]
  - 1938 - Het Belgisch Vakverbond, voorloper van het ABVV, wordt opgericht.
  - 1948 - De douaneovereenkomst van de Benelux treedt in werking.
  - 1971 - In de Verenigde Staten wordt reclame voor sigaretten op de televisie verboden.
  - 1989 - De Nederlandse PTT wordt geprivatiseerd.[1]
  - 1990 - De złoty wordt in Polen met meer dan 50% gedevalueerd. Sommige prijzen stijgen zo met 400%.
  - 1994 - Op de beurs van Amsterdam wordt de naam EOE-index officieel veranderd in AEX.
  - 2002 - Twaalf van de vijftien lidstaten van de Europese Unie nemen afscheid van hun 'eigen' valuta en stappen over op de euro.
  - 2007 - Slovenië voert de euro in als wettelijk betaalmiddel.
  - 2008 - Cyprus en Malta schakelen over op de euro als wettelijk betaalmiddel.
  - 2009 - Slowakije heeft de euro als wettelijk betaalmiddel.
  - 2011 - Estland schaft de Estische kroon af en voert de euro in.
  - 2014 - Letland treedt toe tot de eurozone en start met het omwisselen van zijn Letse lati in euro's.
  - 2014 - Na zeven jaar worden de tijdelijke beperkingen aangaande het vrije verkeer van werknemers binnen de EU opgeheven voor Roemenen en Bulgaren.
  - 2015 - Litouwen schakelt over naar de euro en wordt het negentiende lid van de eurozone.
  - 2015 - De chipknip, een Nederlands elektronisch betalingssysteem, wordt afgeschaft.
  - 2019 - De btw in Nederland gaat omhoog, het lage tarief gaat van 6 naar 9%, de dagelijkse boodschappen, de medicijnen, de kapper en de fietsenmaker valt daar onder meer onder.
  - 2023 - Kroatië is lid geworden van de Eurozone en het Verdrag van Schengen.[4]

- Gezondheid
  - 2020 - Tabaksproducten zoals sigaretten en rol- en waterpijptabak, en aanverwante producten moeten in België verkocht worden in een neutrale verpakking, zonder logo's of promotieteksten.
  - 2024 - In Nederland is de E-sigaret met smaak vanaf nu verboden.[5]

- Infrastructuur
  - 1914 - De eerste regelmatige luchtlijn ter wereld wordt in Florida in gebruik genomen.
  - 1978 - Een Boeing 747 van Air India, op weg naar Dubai, stort twee minuten na vertrek uit Bombay neer. Er vallen 213 doden.
  - 2007 - Een Boeing 737-400 van Adam Air verdwijnt boven Sulawesi, Indonesië van de radar. Alle 102 passagiers en bemanningsleden komen om.

- Kunst en cultuur
  - 1964 - In Nederland treedt een rijksregeling in werking voor de subsidiëring van alle amateuristische kunstbeoefening.
  - 2018 - Leeuwarden en Valletta (Malta) zijn dit jaar Culturele hoofdstad van Europa.

- Media

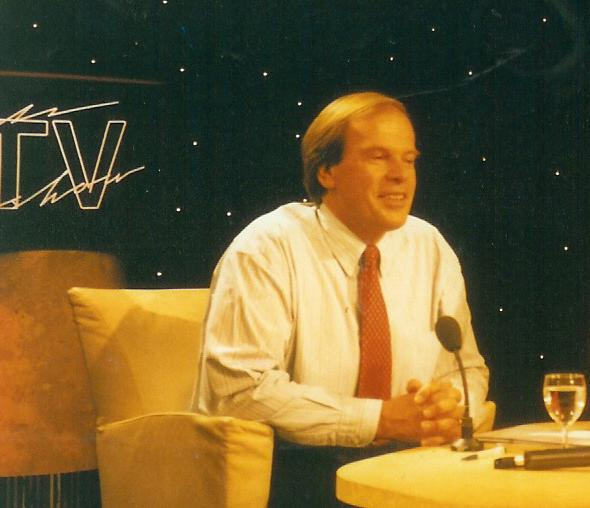
Laatste aflevering van TV Show in 2022

- - 1785 - Het eerste exemplaar van The Daily Universal Register (het latere The Times) wordt gepubliceerd.
  - 1967 - Het sportprogramma Langs de Lijn wordt voor het eerst uitgezonden op de Nederlandse radio.
  - 1968 - Nederland start met kleurentelevisie-uitzendingen.
  - 2003 - Het Belgisch Staatsblad verschijnt enkel nog elektronisch en niet meer in gedrukte versie.
  - 2010 - Televisiezender Jetix wordt na 5 jaar uitgezonden te hebben omgezet naar Disney XD.
  - 2022 - Omroep ZWART en Ongehoord Nederland maken vanaf vandaag deel uit van het Nederlands publiek omroepbestel.
  - 2022 - Na 40 jaar was vandaag de laatste aflevering van de TV Show.

- Oorlog
  - 1942 - In Washington ondertekenen de vertegenwoordigers van 26 landen (waaronder Nederland en België) die in oorlog zijn met de Asmogendheden de beginselen van het Atlantisch Handvest.
  - 1950 - De Vietminh begint in Tonkin onder leiding van Hồ Chí Minh een groot offensief tegen de Franse troepen.

- Politiek
  - 69 - Bij de gebruikelijke eedaflegging op nieuwjaarsdag weigeren de legioenen in Mogontiacum (Mainz) de eed van trouw aan de nieuwe keizer Galba af te leggen.[1]
  - 193 - Pertinax (keizer) wordt tegen zijn wil keizer van Rome (uitgeroepen op oudejaarsavond). De Senaat benoemt hem tot Pater Patriae ("Vader des Vaderlands").
  - 456 - Keizer Avitus wordt door de Senaat tot consul benoemd van het West-Romeinse Rijk en accepteert de purperen mantel tijdens zijn troonsbestijging.
  - 1068 - Romanos IV Diogenes trouwt met Eudokia Makrembolitissa, de weduwe van keizer Constantijn X Doukas, en wordt gekroond tot keizer van Byzantium.
  - 1259 - Michaël VIII Palaiologos wordt uitgeroepen tot medekeizer van het keizerrijk Nicea.
  - 1438 - Albrecht II van Habsburg wordt tot koning van Hongarije gekroond.
  - 1651 - Karel II wordt in Scone gekroond tot koning van Schotland.[1]
  - 1707 - Johan V wordt officieel ingehuldigd als koning van Portugal.
  - 1801 - Door de Act of Union worden Groot-Brittannië en Ierland verenigd tot het Verenigd Koninkrijk.
  - 1804 - Einde van de Franse overheersing in Haïti. Haïti wordt de eerste zwarte republiek en het tweede onafhankelijke land in Noord-Amerika na de Verenigde Staten.
  - 1808 - De slavenhandel naar de Verenigde Staten wordt verboden.
  - 1820 - Staatsgreep in Spanje door generaal Rafael del Riego.
  - 1834 - De Duitse Zollverein treedt in werking. Deze economische vereniging is de eerste aanzet tot de Duitse eenheid.
  - 1863 - Abraham Lincoln ondertekent de emancipatieproclamatie.[1]
  - 1874 - De stad New York annexeert de Bronx.
  - 1874 - Afschaffing van de 'differentiële rechten' in Nederlands-Indië; de in- en uitvoerrechten worden gelijk voor Nederlanders en buitenlanders. Minister van Koloniën Fransen van de Putte verwezenlijkt hiermee een belangrijk liberaal programmapunt.
  - 1877 - Koningin Victoria wordt uitgeroepen tot keizerin van India.[1]
  - 1897 - Brooklyn gaat samen met New York.
  - 1899 - Einde van de Spaanse overheersing in Cuba.[1]
  - 1899 - Queens en Staten Island gaan samen met New York.
  - 1901 - Oprichting van het Gemenebest van Australië.
  - 1901 - Nigeria wordt een protectoraat van het Verenigd Koninkrijk.
  - 1912 - In China wordt de republiek uitgeroepen.
  - 1937 - Anastasio Somoza García wordt President van Nicaragua.
  - 1948 - In Italië treedt de democratische republikeinse grondwet in werking.
  - 1950 - Nederland krijgt ingevolge de overeenkomst tussen de geallieerde mogendheden inzake de van Duitsland te ontvangen herstelbetalingen 30.646 kg goud toegewezen.
  - 1956 - Soedan wordt onafhankelijk van het Verenigd Koninkrijk en Egypte.
  - 1958 - Het Verdrag van Rome treedt in werking.
  - 1958 - In Venezuela begint een opstand tegen het regime van president Marcos Pérez Jiménez.
  - 1959 - De Cubaanse president Fulgencio Batista wordt afgezet door Fidel Castro.
  - 1960 - Frans-Kameroen wordt onafhankelijk.
  - 1962 - West-Samoa wordt onafhankelijk van Nieuw-Zeeland.
  - 1969 - De btw (Belasting over Toegevoegde Waarde) wordt in Nederland geïntroduceerd.[1]
  - 1971 - De Benelux Merkenwet treedt in werking.
  - 1973 - Denemarken, Ierland en het Verenigd Koninkrijk treden toe tot de EEG.
  - 1981 - Griekenland wordt lid van de Europese Gemeenschap.
  - 1983 - In de Nederlandstalige gemeente Voeren (België), wordt de omstreden Franstalige José Happart geïnstalleerd als burgemeester. Hij weigert Nederlands te leren.
  - 1983 - Door een fusie wordt de toenmalige gemeente Antwerpen fors uitgebreid met zeven randgemeenten (Berchem, Borgerhout, Deurne, Ekeren, Hoboken, Merksem en Wilrijk). De voormalige (rand)gemeenten zijn nu districten binnen de gemeente Antwerpen.
  - 1983 - De Brusselse liberalen verliezen hun burgemeesterszetel die ze al van voor de Belgische onafhankelijkheid in handen hadden. Voor het eerst wordt een socialist burgemeester van Brussel.
  - 1984 - Brunei wordt een zelfstandige staat.
  - 1986 - Aruba scheidt zich af van de overige Nederlandse Antillen en wordt een autonoom onderdeel van het Koninkrijk der Nederlanden.
  - 1986 - Spanje en Portugal worden lid van de Europese Gemeenschap.
  - 1986 - Flevoland (170.000 inwoners) wordt Nederlands twaalfde provincie.[1]
  - 1986 - De Noordoostpolder behoort voortaan tot de provincie Flevoland en niet meer tot Overijssel.
  - 1992 - In Nederland treedt het Nieuw Burgerlijk Wetboek in werking. Er is 45 jaar aan gewerkt.
  - 1993 - Tsjecho-Slowakije wordt gesplitst in Tsjechië en Slowakije.
  - 1993 - Ingangsdatum Verdrag van Anholt.
  - 1993 - De voornaamste oppositiepartijen in Kenia verwerpen de uitslag van de eerste vrije verkiezingen in 26 jaar vanwege "wijdverbreide onregelmatigheden" door het regime van de winnende president Daniel arap Moi.
  - 1994 - De Noord-Amerikaanse Vrijhandelsovereenkomst (NAFTA) wordt van kracht tussen Canada, Mexico en de Verenigde Staten. Als reactie begint het Zapatistisch Nationaal Bevrijdingsleger (EZLN) een guerrillastrijd tegen het Mexicaanse regeringsleger.
  - 1994 - In Nederland treedt de Algemene wet bestuursrecht in werking.
  - 1995 - Oostenrijk, Finland en Zweden treden toe tot de Europese Unie.
  - 1995 - De Wereldhandelsorganisatie WTO (World Trade Organisation) treedt in werking.
  - 1995 - Met de vierde staatshervorming wordt de Belgische provincie Brabant vanaf 1 januari 1995 opgesplitst in drie delen: Vlaams-Brabant, Waals-Brabant en het hoofdstedelijk gebied van 19 gemeenten, het Brussels Hoofdstedelijk Gewest.
  - 1996 - Curaçao krijgt beperkt zelfbestuur.
  - 1997 - Provinciale Staten van Friesland besluit dat de provincie officieel Fryslân heet.
  - 1997 - Kofi Annan wordt secretaris-generaal van de Verenigde Naties.
  - 1999 - De euro wordt giraal ingevoerd. Een euro wordt 2,20371 gulden waard, of 40,3399 Belgische frank.
  - 2003 - Luiz Inácio Lula da Silva wordt president van Brazilië.
  - 2006 - Rusland sluit de gastoevoer naar Oekraïne af. Hierdoor ontstaat ook een gastekort in Europa.
  - 2007 - Bulgarije en Roemenië worden lid van de Europese Unie, waardoor deze nu 27 leden telt.
  - 2008 - De Nederlandse politieke partij Lijst Pim Fortuyn houdt op te bestaan.
  - 2010 - De Belgische politicus Herman Van Rompuy begint aan zijn ambtstermijn als eerste permanente voorzitter van de Europese Raad.
  - 2014 - Mayotte wordt een volwaardig overzees gebiedsdeel van de Europese Unie.
  - 2017 - António Guterres wordt secretaris-generaal van de Verenigde Naties, hij volgt Ban Ki-moon op.
  - 2024 - Het Israëlische hooggerechtshof wijst een omstreden wet van premier Benjamin Netanyahu af die de macht van datzelfde hooggerechtshof zou inperken. De wet werd in juli 2023 wel door het parlement aangenomen. Likoed, de partij van Netanyahu, bekritiseert het besluit terwijl de oppositie tevreden is over het oordeel.[6]

- Recreatie
  - 404 - Laatste gladiatorenspelen in Rome.[1]
  - 1965 - Eerste nieuwjaarsduik in de Noordzee bij Scheveningen, georganiseerd door zwemclub Residentie. De acht dappere deelnemers krijgen warme erwtensoep.
  - 2012 - Stierenvechten wordt verboden in de Spaanse regio Catalonië.[1]

- Sport
  - 1942 - Het Nederlandse handbal, sinds 1926 opererend onder de vleugels van het Koninklijk Nederlands Gymnastiek Verbond, komt op eigen benen te staan met de oprichting van het Nederlands Handbal Verbond (NHV).
  - 2007 - De Nederlandse darter Raymond van Barneveld wint zijn eerste wereldtitel bij de Professional Darts Corporation door in de finale de Engelsman Phil Taylor met 7-6 te verslaan.
  - 2014, 2017 en 2019 - De Nederlandse darter Michael van Gerwen wint in 2014 het wereldkampioenschap darten van de PDC door in de finale de Schot Peter Wright met 7-4 te verslaan. In 2017 en 2019 pakt hij ook op 1 januari de wereldtitel in finales tegen respectievelijk Gary Anderson en Michael Smith.
  - 2024 - In Garmisch-Partenkirchen (Duitsland) wint de Sloveense skispringer Anže Lanišek de tweede wedstrijd van de 72ste Vierschansentournee. De Japanner Ryōyū Kobayashi wordt tweede en de Duitse skispringer Andreas Wellinger wordt derde.[7]

- Wetenschap en technologie
  - 1502 - De Portugese ontdekkingsreiziger Gaspar de Lemos ontdekt de Baai van Guanabara. Hij ziet die aan voor een riviermonding en doopt hem vanwege de datum "Januaririvier", Rio de Janeiro.
  - 1739 - Bouveteiland wordt ontdekt door de Franse ontdekkingsreiziger Jean-Baptiste Charles Bouvet de Lozier.
  - 1801 - De astronoom Giuseppe Piazzi ontdekt de eerste, en tevens grootste, planetoïde Ceres (diameter 974,6 kilometer).[8]
  - 1881 - De aanleg van het Panamakanaal vangt aan.[1]
  - 1946 - In de Verenigde Staten wordt de eerste elektronische computer (de ENIAC) vervaardigd.
  - 1994 - In België stelt Proximus het eerste netwerk voor mobiele telefonie open.
  - 2000 - Zonenummers worden verplicht in België bij elk telefoongesprek in het binnenland.
  - 2001 - In de Europese Unie moeten voortaan alle slachtrijpe runderen van 30 maanden en ouder op BSE worden getest.
  - 2019 - Ruimtesonde New Horizons van NASA passeert de in de Kuipergordel gelegen planetoïde (486958) Arrokoth, ook bekend onder de bijnaam Ultima Thule en als 2014 MU69, op een kortste afstand van 3500 km.[9]
  - 2024 - Lancering van de Polar Satellite Launch Vehicle (PSLV-DL) raket van Indian Space Research Organisation (ISRO) vanaf Satish Dhawan Space Centre voor de XPoSat missie met de XPoSat (X-ray Polarimeter Satellite) satelliet die met de instrumenten POLIX (Polarimeter Instrument in X-rays) en XSPECT (X-ray Spectroscopy and Timing) onderzoek gaat doen aan röntgenstraling. De vierde trap van de draagraket is voorzien van het PSLV Orbital Experimental Module-3 (POEM-3) platform met tien verschillende wetenschappelijke experimenten.[10]

## Tradities
- Nieuwjaarsbrief, België
- Nieuwjaarsconcert van de Wiener Philharmoniker
- Nieuwjaarsduik, Nederland

## Geboren

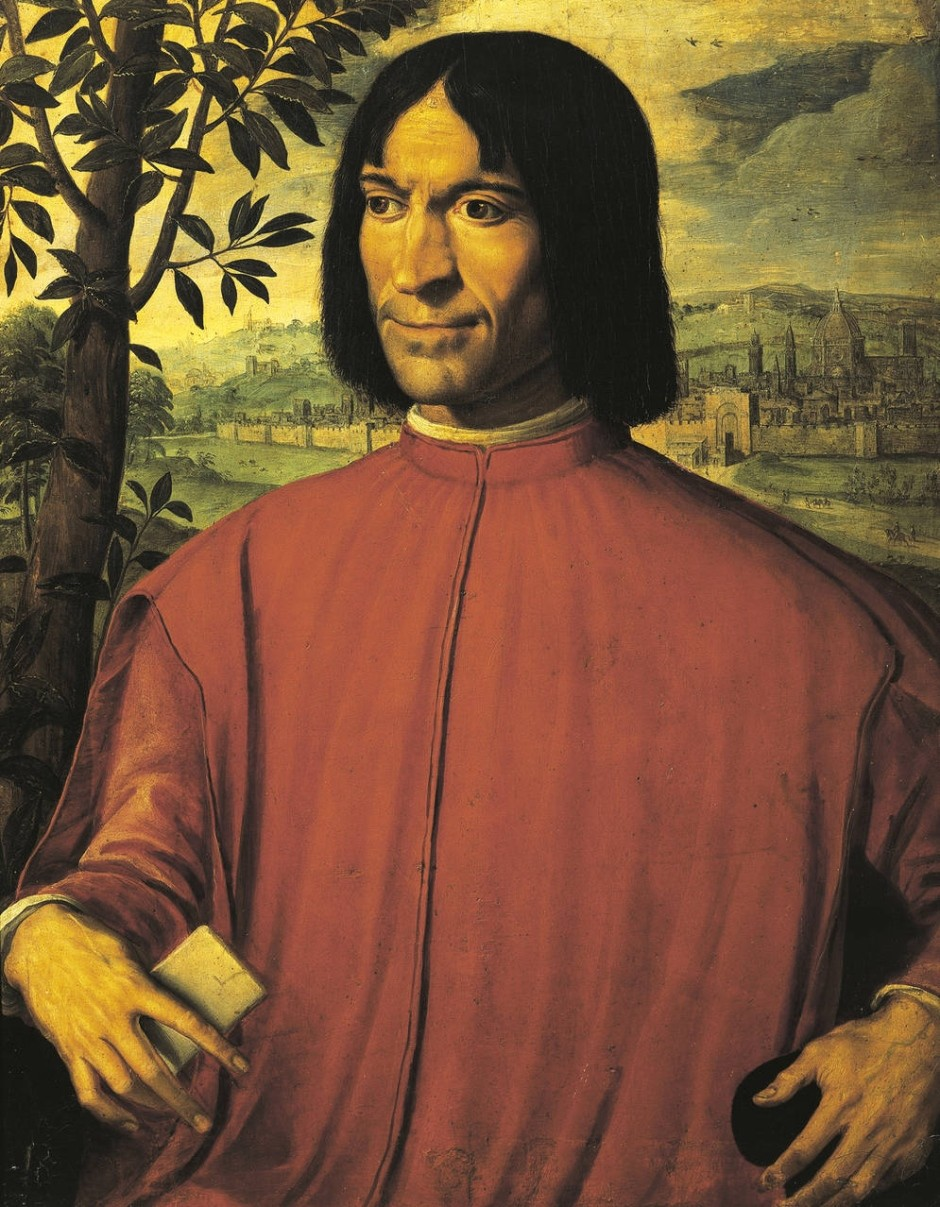
Lorenzo I de' Medici
geboren in 1449

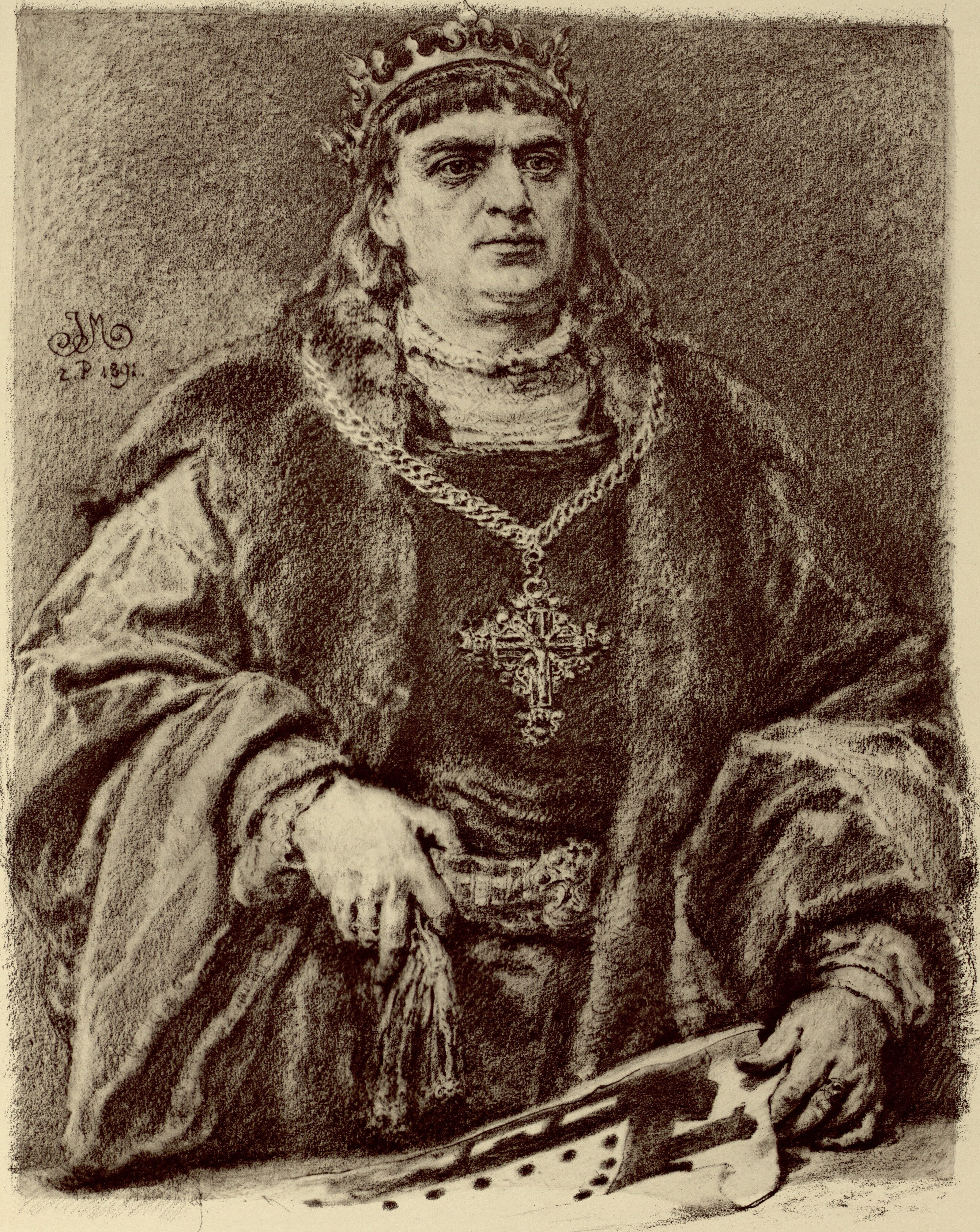
Sigismund I de Oude
geboren in 1467

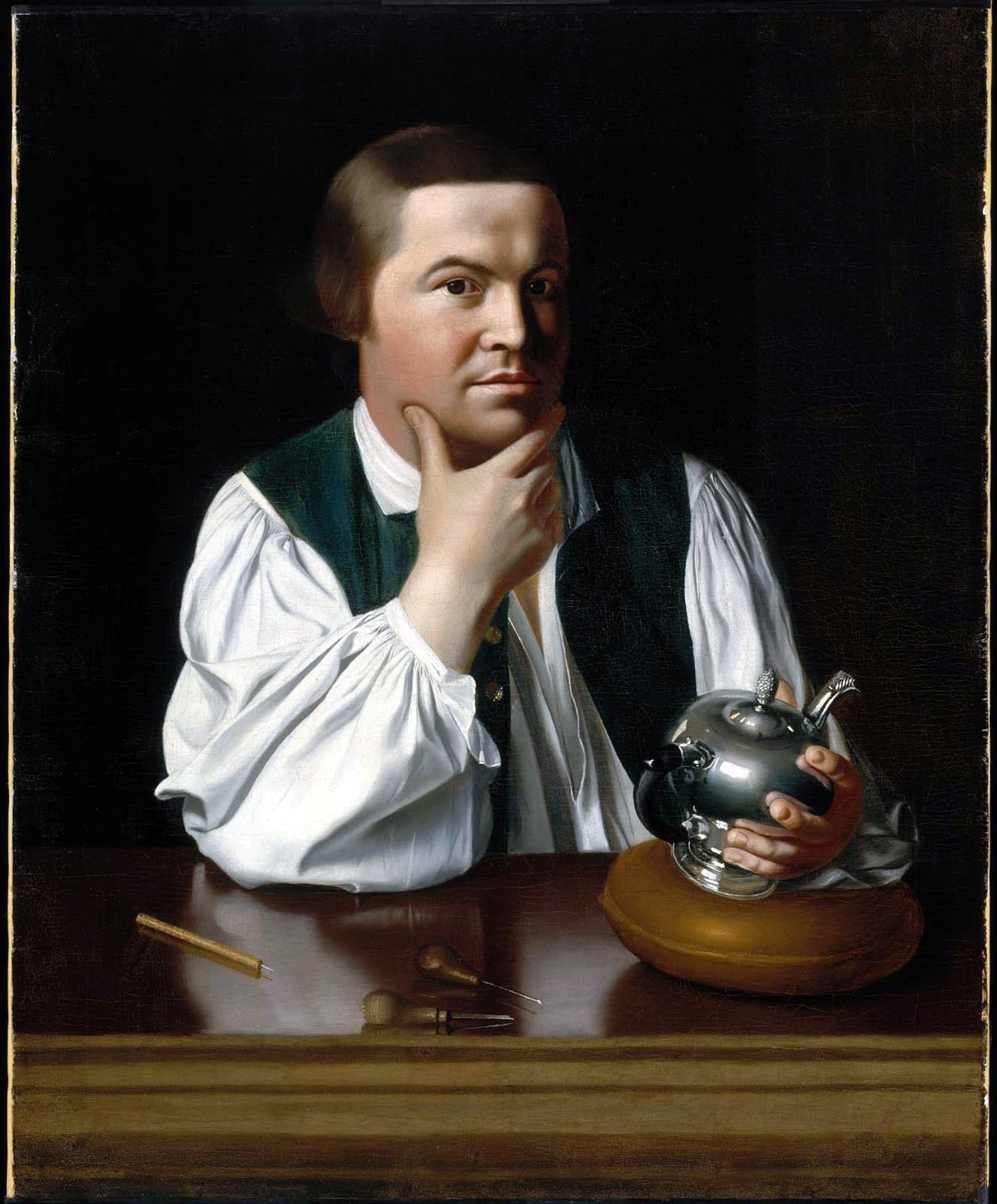
Paul Revere
geboren in 1735

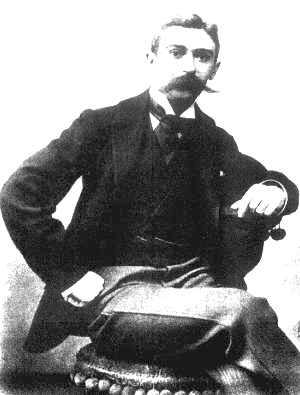
Pierre de Coubertin
geboren in 1863

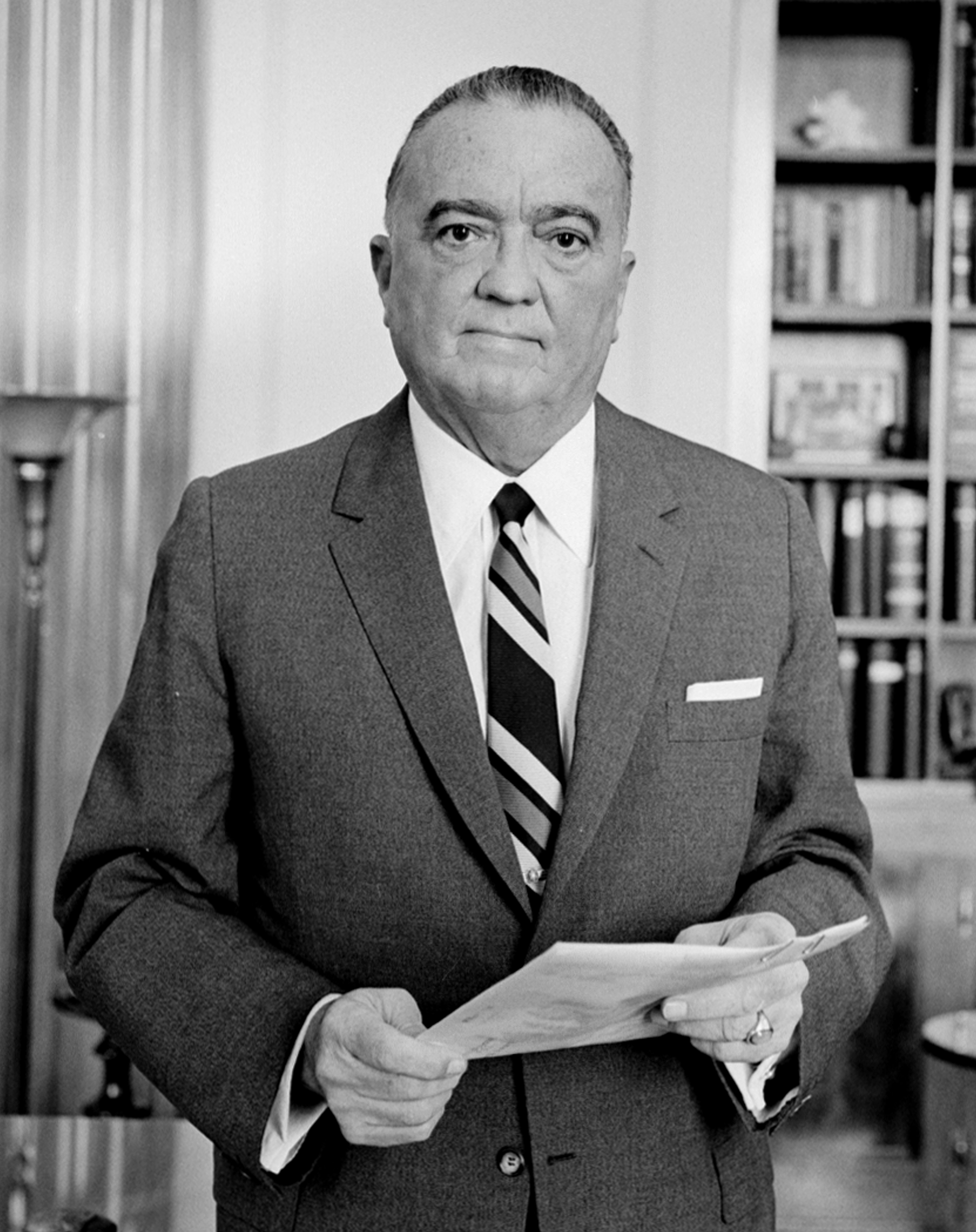
J. Edgar Hoover
geboren in 1895

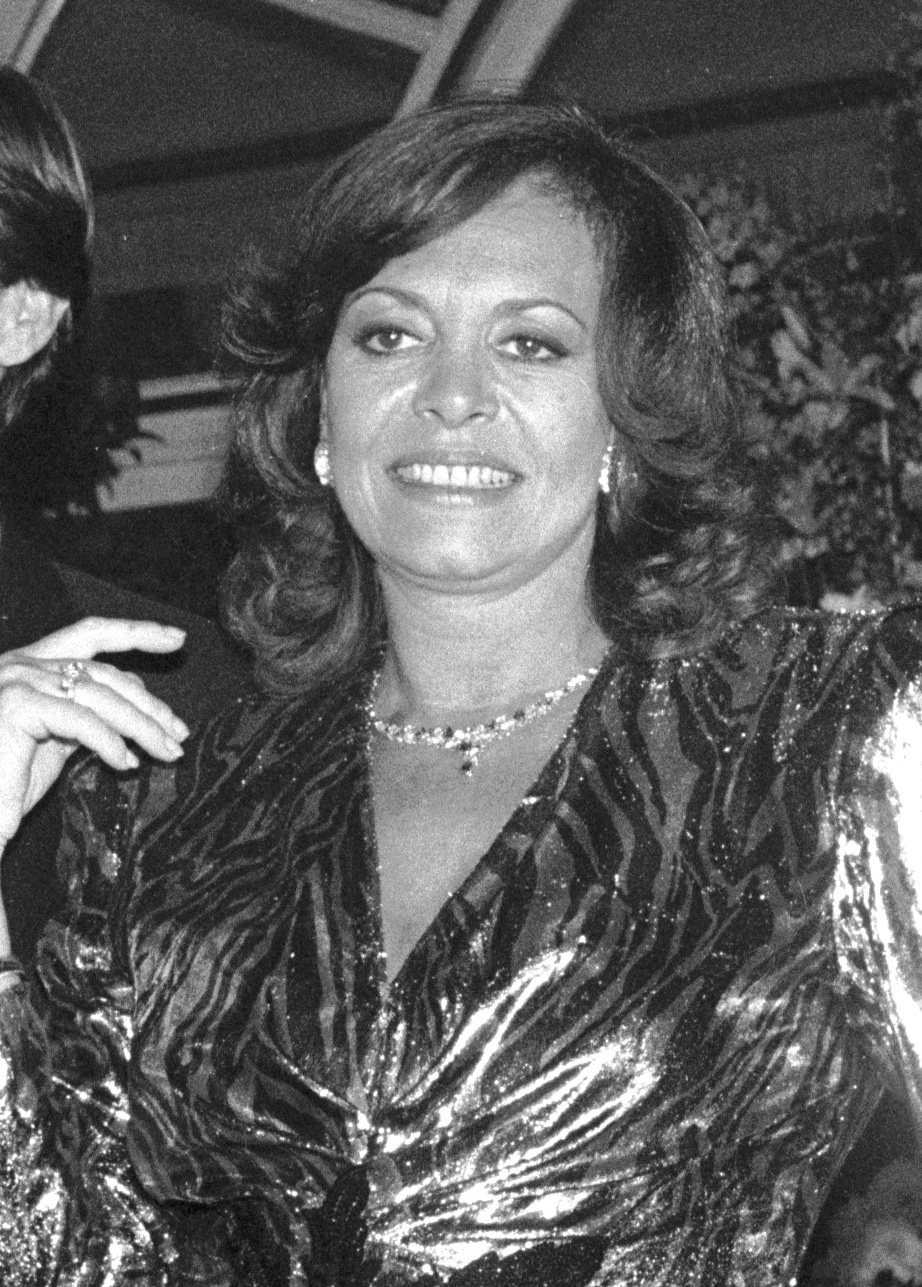
Michèle Mercier
geboren in 1939

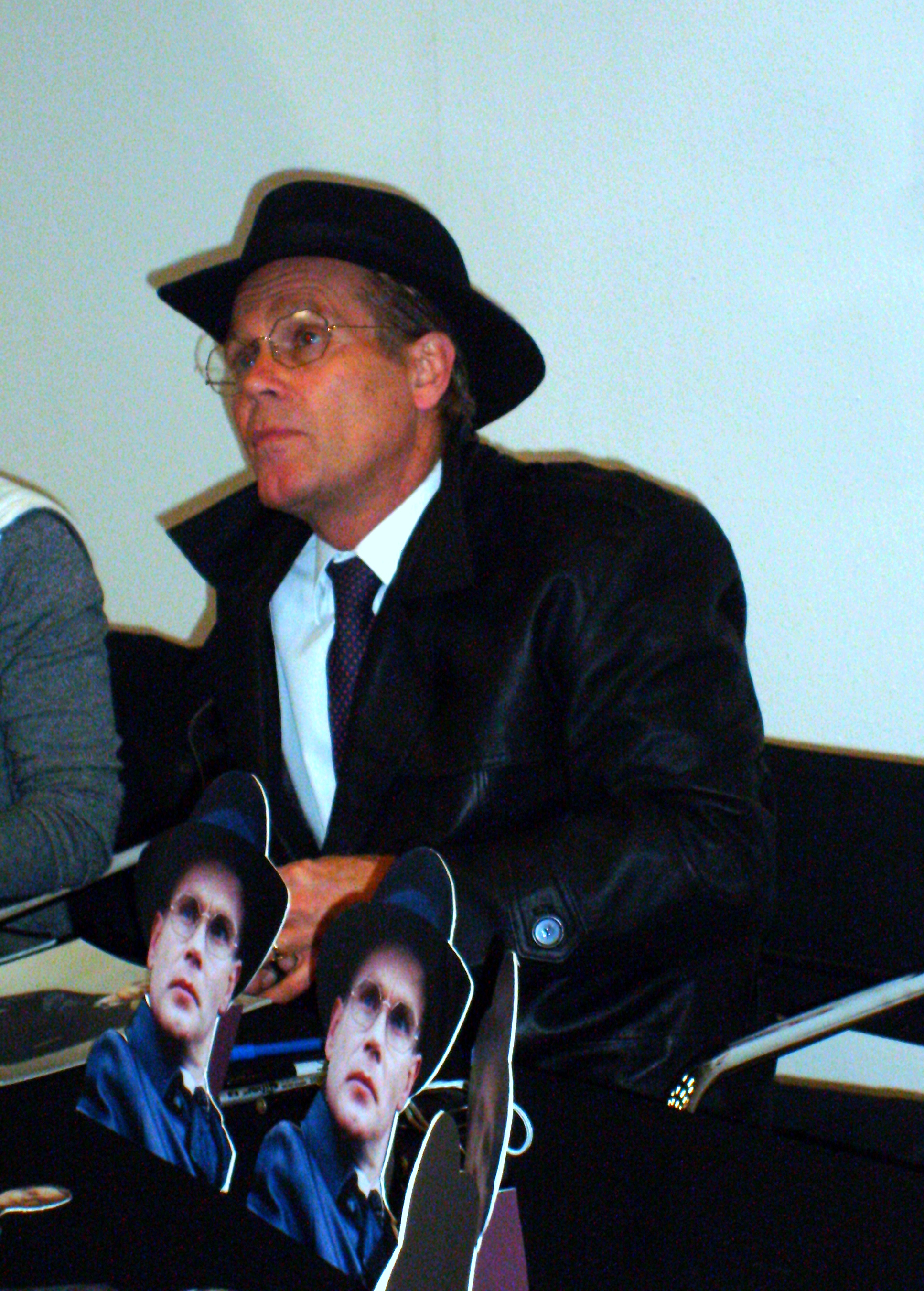
Richard Gibson
geboren in 1954

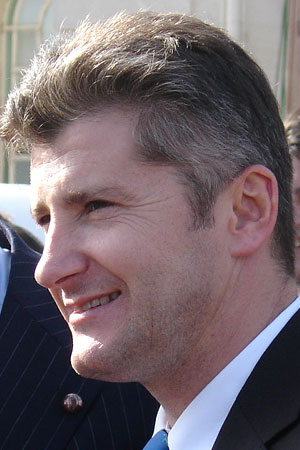
Davor Šuker
geboren in 1968

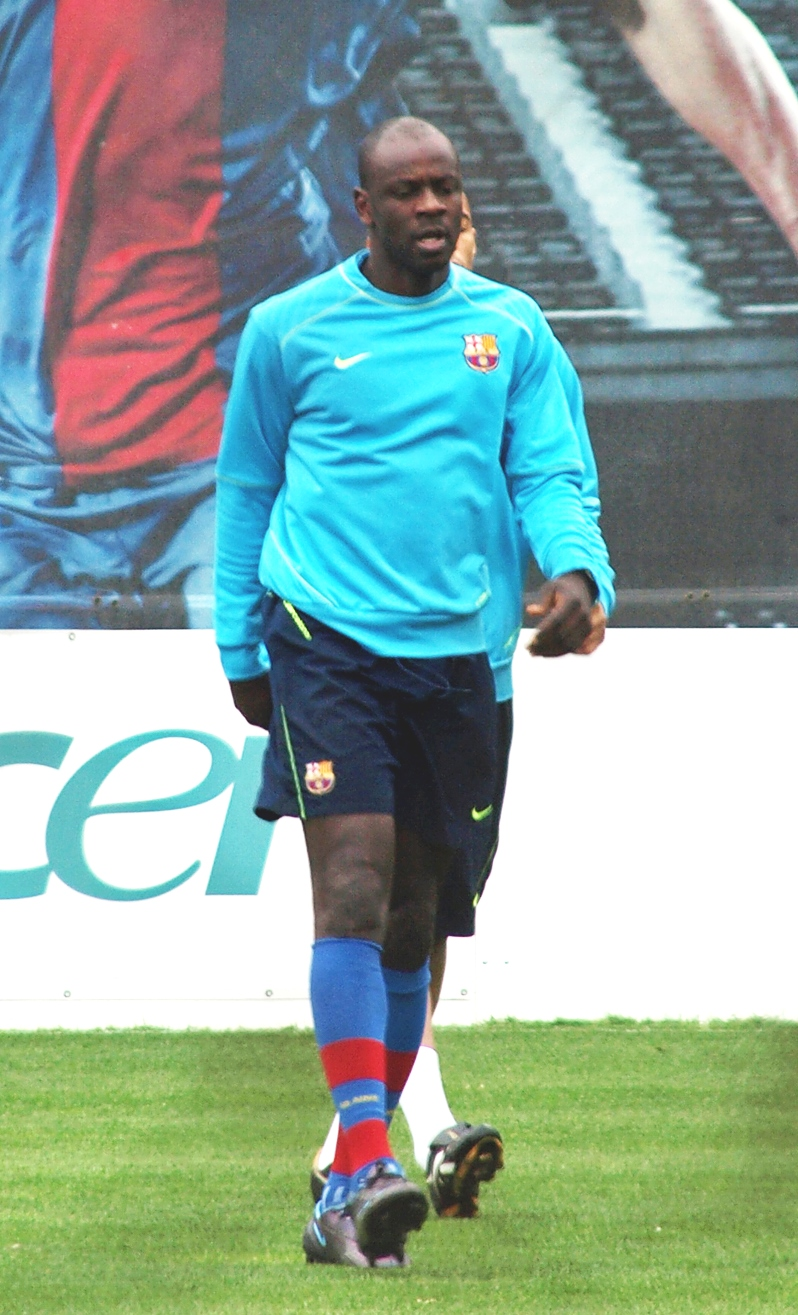
Lilian Thuram
geboren in 1972

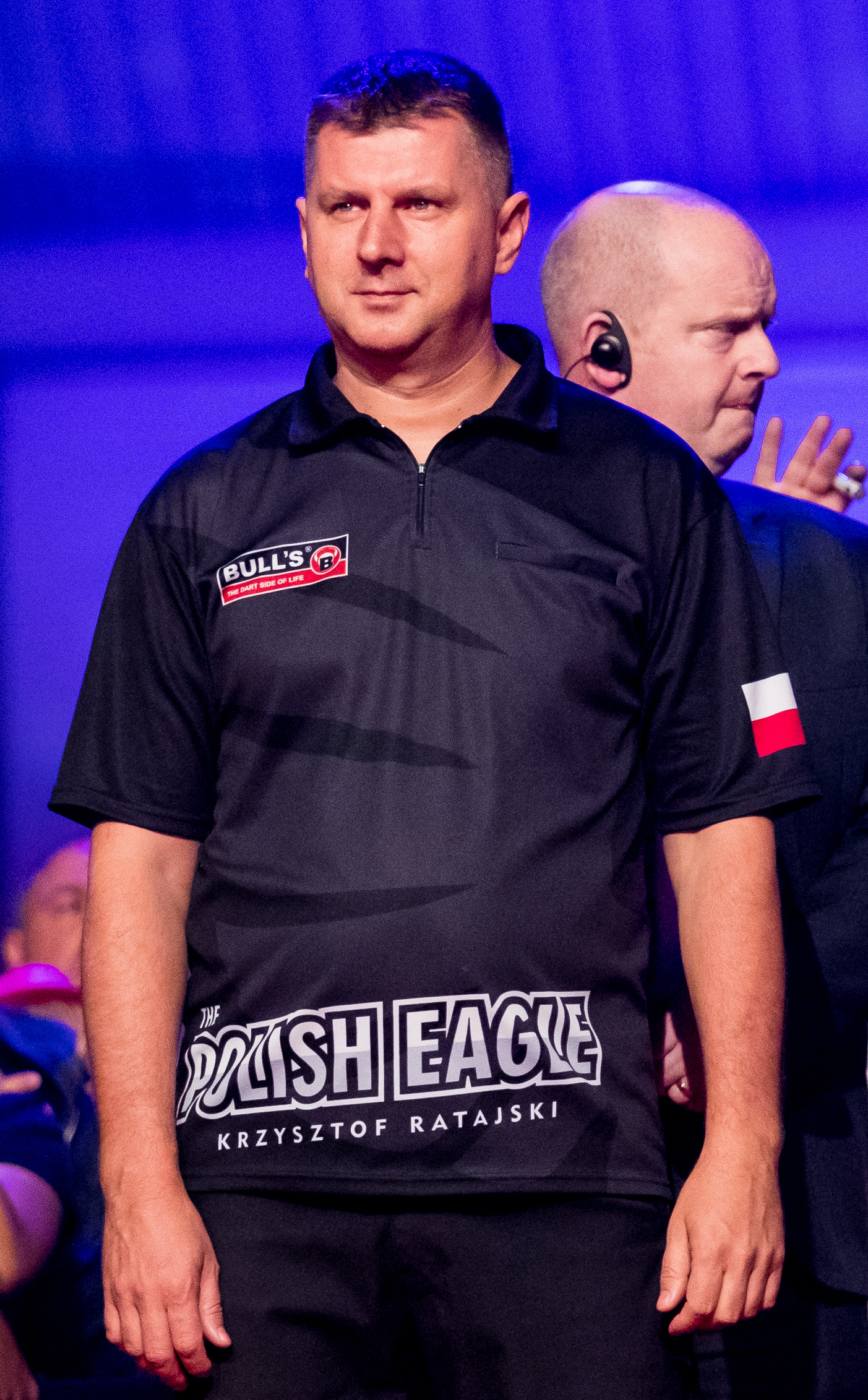
Krzysztof Ratajski
geboren in 1977

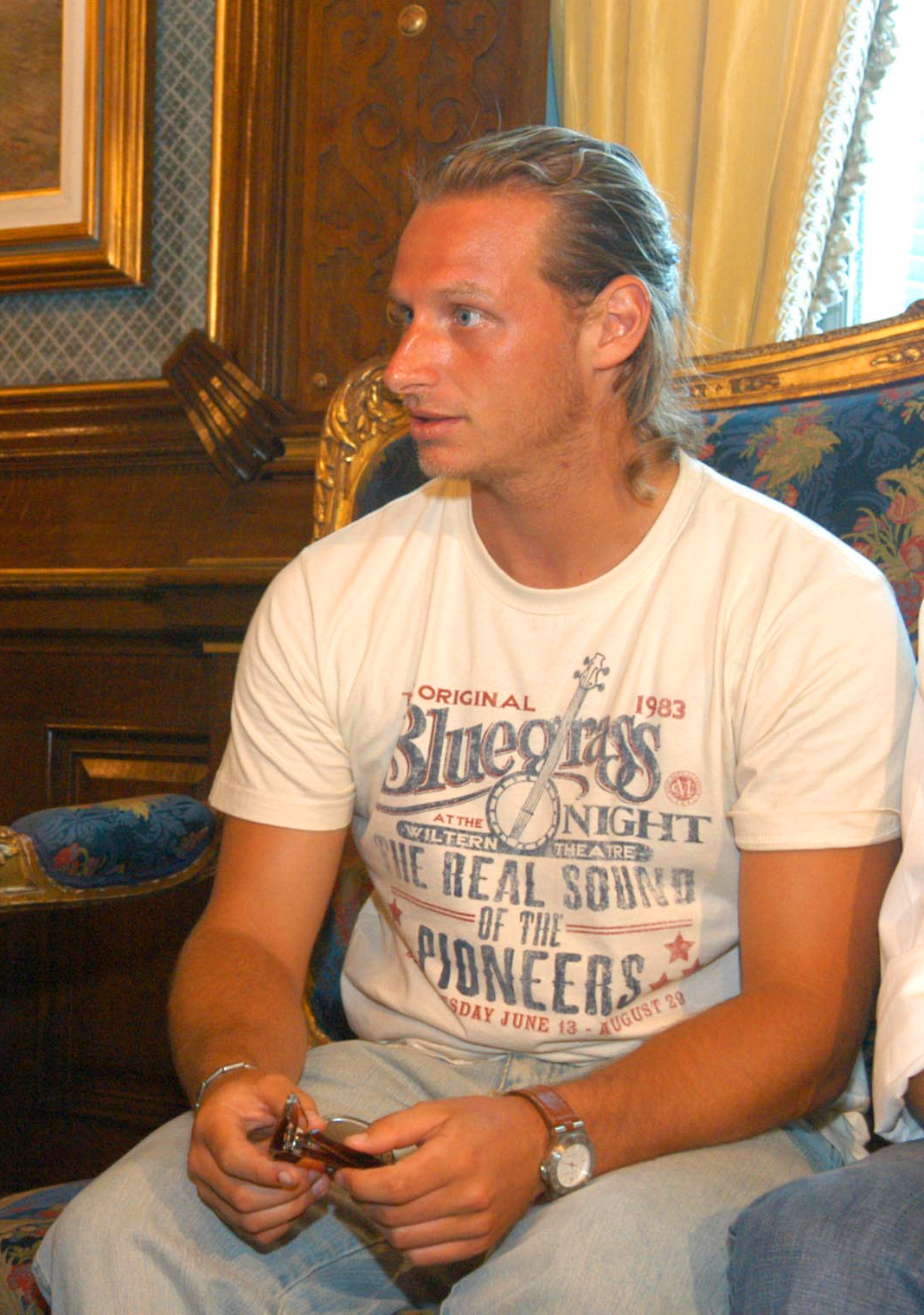
David Nalbandian
geboren in 1982

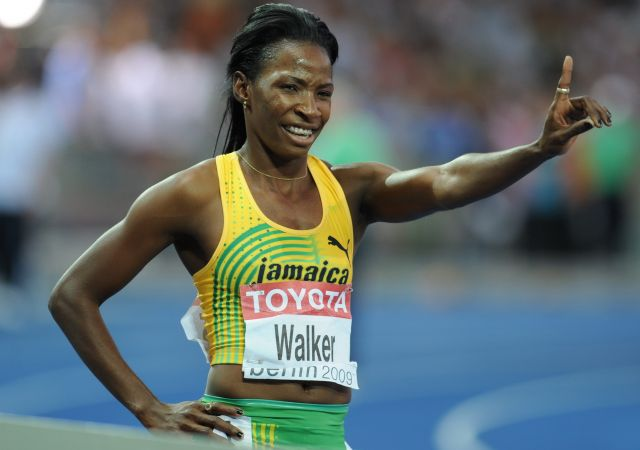
Melaine Walker
geboren in 1983

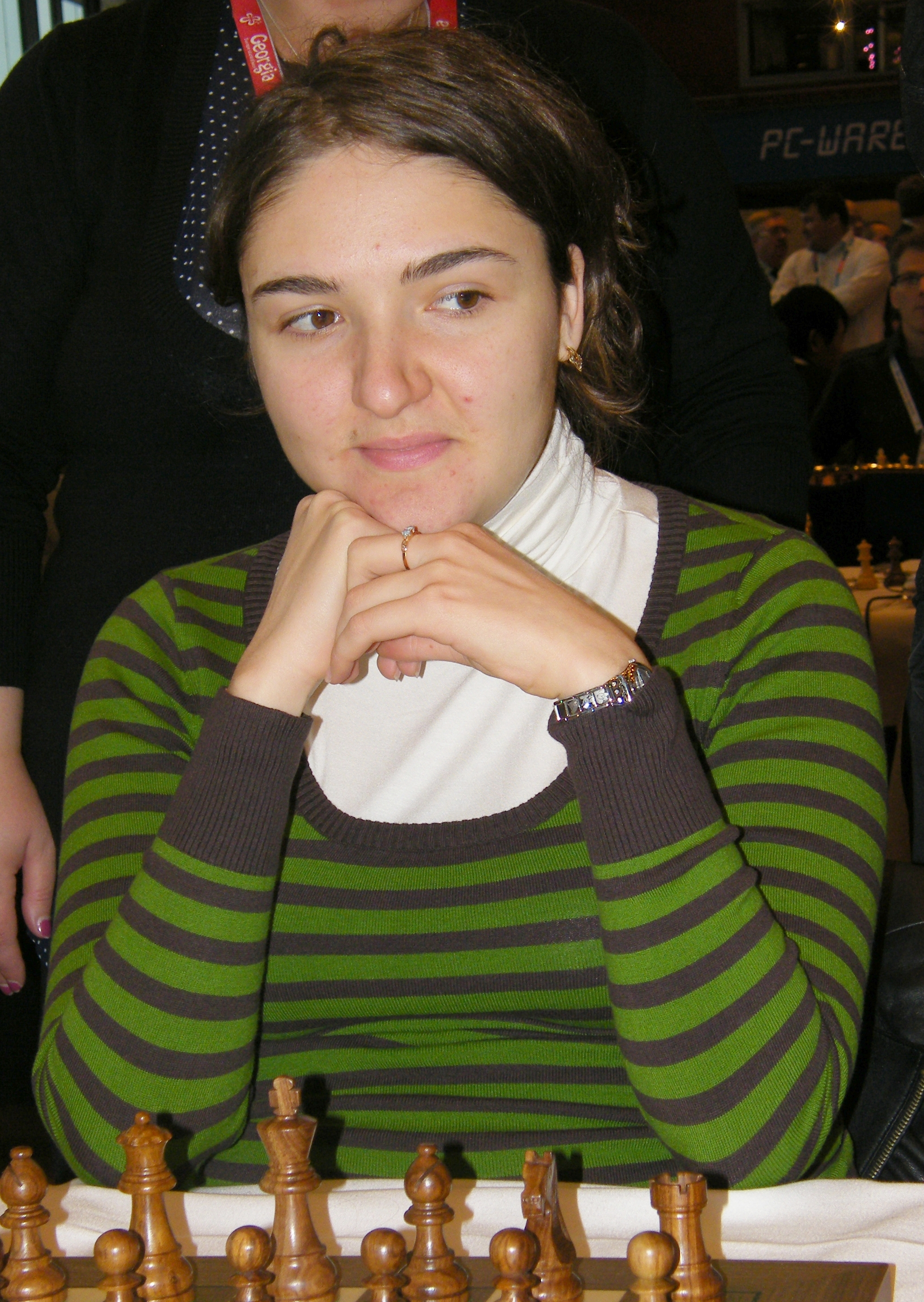
Nana Dzagnidze
geboren in 1987

- 1431 - Roderic Liançol i Borja, de latere Paus Alexander VI (overleden 1503)
- 1449 - Lorenzo I de' Medici (overleden 1492)
- 1467 - Sigismund I, koning van Polen (overleden 1548)
- 1484 - Huldrych Zwingli, Zwitsers kerkhervormer (overleden 1531)
- 1516 - Margaretha Leijonhufvud, Zweeds koningin-gemalin (overleden 1551)
- 1623 - Maria Petyt, Belgisch mystica en schrijfster (overleden 1677)
- 1632 - Katherine Philips, Engels dichteres (overleden 1664)
- 1697 - Joseph François Dupleix, Gouverneur-generaal van de Franse kolonie in India (overleden 1763)
- 1712 - Karel van Nassau-Usingen, vorst van Nassau-Usingen (overleden 1775)
- 1735 - Paul Revere, Amerikaans patriot (overleden 1818)
- 1752 - Betsy Ross, naaister van de eerste Amerikaanse vlag (overleden 1836)
- 1764 - Johannes Kinker, Nederlands dichter, filosoof, advocaat (overleden 1845)
- 1767 - Maria Edgeworth, Brits schrijfster (overleden 1849)
- 1782 - Theodoor Smet, Zuid-Nederlands orgelbouwer (overleden 1853)
- 1788 - Étienne Cabet, Frans filosoof, politicus en utopist (overleden 1856)
- 1791 - Ernst Meyer, Duits botanicus (overleden 1885)
- 1806 - Lionel Kieseritzky, Duits-Pools schaker (overleden 1853)
- 1814 - Hong Xiuquan, Chinees revolutionair (overleden 1864)
- 1823 - Sándor Petőfi, Hongaars dichter (overleden 1849)
- 1845 - Nikola Pašić, Servisch premier (overleden 1926)
- 1853 - Manuel Araullo, opperrechter van het hooggerechtshof van de Filipijnen (overleden 1924)
- 1854 - James Frazer, Schots antropoloog (overleden 1941)
- 1863 - Pierre de Coubertin, Frans pedagoog en sportfunctionaris (overleden 1937)
- 1864 - Alfred Stieglitz, Amerikaans fotograaf (overleden 1946)
- 1867 - Jeanne Lanvin, Frans modeontwerpster (overleden 1946)
- 1873 - Mariano Azuela, Mexicaans schrijver en medicus (overleden 1952)
- 1874 - Frank Knox, Amerikaans politicus (overleden 1944)
- 1874 - Gustave Whitehead, Duits-Amerikaans luchtvaartpionier (overleden 1927)
- 1878 - Agner Erlang, Deens wiskundige (overleden 1929)
- 1878 - Edwin Franko Goldman, Amerikaans componist, dirigent en cornettist (overleden 1956)
- 1879 - E.M. Forster, Engels romanschrijver en essayist (overleden 1970)
- 1879 - William Fox, Amerikaans ondernemer (overleden 1952)
- 1881 - Carry van Bruggen, Nederlands schrijfster (overleden 1932)
- 1881 - Rama VI, koning van Thailand (overleden 1925)
- 1883 - Ko Arnoldi, Nederlands acteur (overleden 1964)
- 1885 - Eddy de Neve, Nederlands voetballer (overleden 1943)
- 1887 - Wilhelm Canaris, Duits militair (overleden 1945)
- 1890 - Alphonse Six, Belgisch voetballer (overleden 1914)
- 1892 - Artur Rodziński, Pools dirigent (overleden 1958)
- 1892 - Manuel Acuña Roxas, Filipijns president (overleden 1948)
- 1894 - Satyendra Nath Bose, Indiaas natuurkundige (overleden 1974)
- 1895 - J. Edgar Hoover, Amerikaans hoofd van de FBI (overleden 1972)
- 1896 - Jo Einaar, Surinaams diplomaat (overleden 1977)
- 1896 - Teinosuke Kinugasa, Japans filmregisseur (overleden 1982)
- 1897 - Albert de Vleeschauwer, Belgisch politicus (overleden 1971)
- 1898 - Viktor Ullmann, Tsjechisch dirigent en componist (overleden 1944)
- 1899 - Jack Beresford, Brits roeier (overleden 1977)
- 1899 - Claudionor Gonçalves da Silva (Nonô), Braziliaans voetballer (overleden 1931)
- 1900 - Mieczysław Batsch, Pools voetballer (overleden 1977)
- 1900 - Paola Borboni, Italiaans actrice (overleden 1995)
- 1900 - Xavier Cugat, Amerikaans muzikant van Spaanse origine (overleden 1990)
- 1900 - Hub van Doorne, Nederlands industrieel (overleden 1979)
- 1900 - Chiune Sugihara, Japans diplomaat en consul (overleden 1986)
- 1901 - Marcel Balsa, Frans autocoureur (overleden 1984)
- 1901 - Christine Wttewaall van Stoetwegen, Nederlands politica (overleden 1986)
- 1905 - Stanisław Mazur, Pools wiskundige (overleden 1981)
- 1905 - Rodolfo Orlandini, Argentijns voetballer en voetbalcoach (overleden 1990)
- 1907 - Kinue Hitomi, Japans atlete (overleden 1931)
- 1909 - Dana Andrews, Amerikaans filmacteur (overleden 1992)
- 1909 - Arthur Machado, Braziliaans voetballer (overleden 1997)
- 1909 - Ries Mulder, Nederlands kunstschilder (overleden 1973)
- 1910 - José Augusto Brandão, Braziliaans voetballer (overleden 1989)
- 1911 - Basil Dearden, Brits regisseur en producent (overleden 1971)
- 1912 - Kim Philby, Brits dubbelspion (overleden 1988)
- 1913 - Shih Kien, Hongkongs acteur (overleden 2009)
- 1914 - Noor Inayat Khan, Indiaas verzetsstrijdster (overleden 1944)
- 1914 - Ben Kahmann, Nederlands musicus en redemptorist (overleden 2002)
- 1915 - Rudolf Eckstein, Duits roeier (overleden 1993)
- 1916 - Giacomo Neri, Italiaans voetballer (overleden 2010)
- 1918 - Willy den Ouden, Nederlands zwemster (overleden 1997)
- 1919 - J.D. Salinger, Amerikaans schrijver (overleden 2010)
- 1920 - Elisabeth Andersen, Nederlands actrice (overleden 2018)
- 1920 - Osvaldo Cavandoli, Italiaans cartoonist (overleden 2007)
- 1920 - Rinus Gosens, Nederlands voetballer en voetbalcoach (overleden 2008)
- 1920 - Alfredo dos Santos, Braziliaans voetballer (overleden 1997)
- 1920 - Virgilio Savona, Italiaans zanger en componist (overleden 2009)
- 1920 - Alfred Tomatis, Frans kno-arts (overleden 2001)
- 1921 - Alain Mimoun, Algerijns atleet (overleden 2013)
- 1922 - Oege Gerhardus de Boer, Nederlands burgemeester (overleden 2021)
- 1923 - Valentina Cortese, Italiaans actrice (overleden 2019)
- 1923 - Shoshana Damari, Israëlisch zangeres en actrice (overleden 2006)
- 1923 - Milt Jackson, Amerikaans jazzmuzikant (overleden 1999)
- 1923 - Ousmane Sembène, Senegalees auteur en filmmaker (overleden 2007)
- 1924 - Jacques Le Goff, Frans historicus (overleden 2014)
- 1924 - Francisco Macías Nguema, Equatoriaal-Guinees (overleden 1979)
- 1924 - Charlie Munger, Amerikaans belegger (overleden 2023)
- 1925 - Matthew Beard, Amerikaans acteur (overleden 1981)
- 1925 - Mario Merz, Italiaans beeldhouwer (overleden 2003)
- 1925 - Maud van Praag, Nederlands presentatrice (overleden 2011)
- 1926 - Ate Doornbosch, Nederlands volkskundige en presentator (overleden 2010)
- 1926 - José Manuel Estepa Llaurens, Spaans kardinaal (overleden 2019)
- 1926 - Mahatam Singh, Indiaas cultureel attaché, taalkundige en ijveraar voor de Indiase talen in Suriname (overleden 2006)
- 1926 - Claudio Villa, Italiaans zanger (overleden 1987)
- 1927 - Maurice Béjart, Frans choreograaf (overleden 2007)
- 1927 - Vernon L. Smith, Amerikaans econoom
- 1928 - Huib Noorlander, Nederlands beeldhouwer (overleden 2004)
- 1928 - Hap Sharp, Amerikaans autocoureur (overleden 1993)
- 1929 - Cordelia Edvardson, Zweeds journalist van Duits-Joodse afkomst (overleden 2012)
- 1929 - Latifur Rehman, Indiaas-Pakistaans hockeyer (overleden 1987)
- 1929 - Staf Versluys, Belgisch scheepsbouwer en zeiler (overleden 1995)
- 1930 - Werner Heider, Duits componist/pianist/dirigent
- 1930 - Jafaar Numeiri, Soedanees militair en president (overleden 2009)
- 1930 - Ack van Rooyen, Nederlands jazztrompettist en flügelhornist (overleden 2021)
- 1931 - Sergei Ivanovich Adian, Russisch wiskundige (overleden 2020)
- 1931 - Toon Schuurmans, Nederlands bokser (overleden 2013)
- 1933 - Joe Orton, Brits toneelschrijver (overleden 1967)
- 1934 - Lakhdar Brahimi, Algerijns diplomaat en politicus
- 1934 - Hiroshi Hasegawa, Japans motorcoureur (overleden 2023)
- 1934 - Zakir Hussain, Pakistaans hockeyer (overleden 2019)
- 1934 - Dina Kathelyn, Belgisch illustratrice, kunstschilderes en kinderboekenschrijfster (overleden 2024)
- 1934 - Serge Moureaux, Belgisch politicus (overleden 2019)
- 1934 - Raúl Eduardo Vela Chiriboga, Ecuadoriaans kardinaal (overleden 2020)
- 1936 - Louis Rostollan, Frans wielrenner (overleden 2020)
- 1937 - Don Beck, Amerikaans managementconsultant (overleden 2022)
- 1937 - Antonio Cassese, Italiaans rechter en hoogleraar (overleden 2011)
- 1937 - Suzy Kendall, Brits actrice
- 1938 - Carlo Franchi, Italiaans autocoureur (overleden 2021)
- 1938 - Frank Langella, Italiaans-Amerikaans toneel- en filmacteur
- 1939 - Michèle Mercier, Frans actrice
- 1939 - Phil Read, Brits motorcoureur (overleden 2022)
- 1939 - Fons Straetmans, Belgisch wielrenner, komiek en kapper (overleden 2023)
- 1940 - Greetje den Ouden-Dekkers, Nederlands politica (VVD) (overleden 2022)
- 1940 - Alp Yalman, Turks zakenman en voetbalbestuurder
- 1941 - Simón Andreu, Spaans acteur
- 1942 - Klaas Dankert, Nederlands politicus (overleden 2024)
- 1942 - Max de Haan, Nederlands auteur en literatuuronderzoeker (overleden 2020)
- 1942 - Myriam Leenknecht, Belgisch kunstschilder
- 1942 - Alassane Ouattara, Ivoriaan president
- 1942 - Justas Vincas Paleckis, Litouws politicus
- 1942 - Gerrit Schoenmakers, Nederlands politicus
- 1942 - Lita Stantic, Argentijns filmmaker
- 1943 - Jimmy Hart, Amerikaans worstelaar
- 1943 - Charl Schwietert, Nederlands journalist, politicus, communicatieadviseur, publicist en schrijver
- 1943 - Elise Wessels-van Houdt, Nederlands museumdirecteur (overleden 2023)
- 1944 - Omar al-Bashir, Soedanees generaal en president-dictator
- 1944 - Jan De Wilde, Belgisch zanger
- 1944 - Ton van de Ven, Nederlands industrieel ontwerper (overleden 2015)
- 1945 - Jacky Ickx, Belgisch autocoureur
- 1945 - Rüdiger Safranski, Duits filosoof en schrijver
- 1945 - Zoltán Varga, Hongaars voetballer (overleden 2010)
- 1946 - Roberto Rivellino, Braziliaans voetballer
- 1947 - Kachi Asatiani, Sovjet-Georgisch voetballer en trainer (overleden 2002)
- 1947 - F.R. David, Frans zanger
- 1947 - Laurens Geels, Nederlands filmproducent
- 1947 - Peter Lankhorst, Nederlands politicus
- 1947 - Josée Ruiter, Nederlands actrice
- 1948 - Romy Haag, Nederlands actrice, danseres en zangeres
- 1948 - Dick Quax, Nieuw-Zeelands atleet en politicus (overleden 2018)
- 1949 - Roel Bentz van den Berg, Nederlands programmamaker en schrijver
- 1949 - Bert Cremers, Nederlands politicus (overleden 2021)
- 1949 - Rascha Peper, Nederlands schrijfster (overleden 2013)
- 1950 - Ton Verlind, Nederlands tv-journalist
- 1951 - Donna Lynton, Amerikaans zangeres
- 1951 - Hans-Joachim Stuck, Duits coureur
- 1952 - Trevor Pinch, Brits socioloog en muzikant (overleden 2021)
- 1952 - Annette Schortinghuis-Poelenije, Nederlands roeister
- 1952 - İbrahim Tatlıses, Turks acteur, zanger, regisseur en songwriter
- 1953 - Marius Ballieux, Nederlands architect
- 1953 - Alpha Blondy, Ivoriaans reggaezanger
- 1953 - Afonso Dhlakama, Mozambikaans politicus (overleden 2018)
- 1953 - Gary Johnson, Amerikaans politicus en ondernemer
- 1953 - Dani Klein (Danielle Schoovaerts), Belgisch zangeres
- 1954 - Richard Gibson, Brits acteur
- 1954 - Hetty Janssen, Nederlands politica
- 1955 - Simon Schaffer, Brits wetenschapshistoricus
- 1956 - Christine Lagarde, Frans politica en minister
- 1957 - Erik Borgman, Nederlands hoogleraar theologie
- 1957 - Vladimir Kiseljev, Sovjet-Russisch atleet (overleden 2021)
- 1957 - Ramaz Sjengelia, Sovjet-Georgisch voetballer (overleden 2012)
- 1957 - Evangelos Venizelos, Grieks politicus
- 1958 - Sandra Dini, Italiaans atlete
- 1958 - Grandmaster Flash, Barbadiaans dj en hiphoppionier
- 1958 - Vadym Jevtoesjenko, Sovjet-Oekraïens voetballer en trainer
- 1959 - Meg Waite Clayton, Amerikaans schrijfster
- 1959 - Michel Onfray, Frans filosoof
- 1959 - Dries Roelvink, Nederlands zanger
- 1959 - Sonia Todd, Australisch actrice
- 1960 - Leilani Kai, Amerikaans professioneel worstelaar
- 1960 - Manuel Sánchez Torres, Spaans voetballer
- 1960 - Michel Zimmerman, Belgisch atleet
- 1961 - Davide Cassani, Italiaans wielrenner
- 1961 - Maurits Hendriks, Nederlands hockeycoach en sportbestuurder
- 1961 - Pjotr Oegroemov, Lets wielrenner
- 1961 - Mark Wingett, Engels acteur
- 1962 - Carlos Gómez, Amerikaans acteur
- 1962 - Felice Tedeschi, Italiaans autocoureur
- 1963 - René Eijer, Nederlands voetballer en voetbaltrainer
- 1963 - Alberigo Evani, Italiaans voetballer
- 1963 - Cahit Ölmez, Nederlands-Turks acteur (overleden 2025)
- 1963 - Luc Winants, Belgisch schaker (overleden 2023)
- 1964 - Dedee Pfeiffer, Amerikaans actrice
- 1964 - Carlos Rodríguez, Argentijns tennisser en tenniscoach
- 1965 - Joost Steenkamer, Nederlands golfer
- 1966 - Nikolaj Goeljajev, Russisch schaatser
- 1966 - Tuan Lam, Vietnamees-Canadees pokerspeler
- 1966 - Katie Velghe, Belgisch schrijfster
- 1967 - John Digweed, Engels dj en muziekproducent
- 1967 - Spencer Tunick, Amerikaans fotograaf
- 1968 - Davor Šuker, Kroatisch voetballer
- 1968 - Jan de Visser, Nederlands voetballer
- 1969 - Paul Lawrie, Schots golfer
- 1969 - Verne Troyer, Amerikaans acteur en stuntman (overleden 2018)
- 1970 - Zeeshan Ali, Indiaas tennisser
- 1970 - Markus Gier, Zwitsers roeier
- 1970 - Tristan Hoffman, Nederlands wielrenner
- 1970 - Tom Sier, Nederlands voetballer
- 1971 - Quintino Rodrigues, Portugees wielrenner
- 1972 - Tom Barman, Belgisch muzikant en filmmaker
- 1972 - Lilian Thuram, Frans voetballer
- 1972 - Zsolt Szabó, Hongaars voetbalscheidsrechter
- 1973 - Lahcen Ahansal, Marokkaans ultraloper
- 1973 - Mohamad Ahansal, Marokkaans ultraloper
- 1973 - Shelda Bede, Braziliaans beachvolleybalster
- 1973 - François Devillers, Belgisch politicus
- 1973 - Timon Jacobs, Nederlands diskjockey
- 1973 - Danny Lloyd, Amerikaans kindster
- 1973 - Jimi Mistry, Brits acteur
- 1973 - Sascha Plöderl, Oostenrijks autocoureur
- 1974 - Eva Birthistle, Iers actrice
- 1974 - Clare Calbraith, Brits actrice
- 1974 - Khatuna Lorig, Georgisch-Amerikaans boogschutter
- 1975 - Andrea Lowe, Engels actrice
- 1975 - Eiichiro Oda, Japans mangaka
- 1975 - Bengt Sæternes, Noors voetballer
- 1976 - Inge Paulussen, Belgisch actrice
- 1977 - Mariska Orbán-de Haas, Nederlands journaliste
- 1977 - Jamie Pace, Maltees voetballer
- 1977 - Krzysztof Ratajski, Pools darter
- 1977 - Steven Robertson, Schots acteur
- 1977 - Hasan Salihamidžić, Bosnisch voetballer
- 1978 - Abderrahime Bouramdane, Marokkaans atleet
- 1978 - Yohann Diniz, Frans snelwandelaar
- 1979 - Andoni Aranaga, Spaans wielrenner
- 1979 - Brody Dalle, Australisch muzikante
- 1980 - Katarzyna Bachleda-Curuś, Pools schaatsster
- 1980 - David Dickinson, Schots voetbalscheidsrechter
- 1981 - Rabah Aboud, Algerijns atleet
- 1981 - Jonas Armstrong, Iers acteur
- 1981 - Zsolt Baumgartner, Hongaars autocoureur
- 1981 - Ernest van der Kwast, Nederlands schrijver
- 1981 - Johan Pater, Nederlands voetballer
- 1981 - Mladen Petrić, Kroatisch voetballer
- 1981 - Maria Radner, Duits operazangeres (overleden 2015)
- 1982 - João Carlos Pinto Chaves, Braziliaans voetballer
- 1982 - David Nalbandian, Argentijns tennisser
- 1982 - Sebastián Pardo, Chileens voetballer
- 1983 - Pieter-Jan Monteyne, Belgisch voetballer
- 1983 - Park Sung-hyun, Koreaans boogschutter
- 1983 - Melaine Walker, Jamaicaans atlete
- 1984 - José Paolo Guerrero, Peruviaans voetballer
- 1984 - Sjoerd Schrier, Nederlands voetballer
- 1984 - Shareefa, Amerikaans zangeres
- 1984 - Maarten Woudenberg, Nederlands voetballer
- 1985 - Steven Davis, Noord-Iers voetballer
- 1985 - Oscar Gatto, Italiaans wielrenner
- 1985 - André Hughes, Duits honkballer
- 1985 - Katrina Law, Amerikaans actrice
- 1986 - Pablo Cuevas, Uruguayaans tennisser
- 1986 - Colin Morgan, Noord-Iers acteur
- 1986 - Sander Weenk, Nederlands voetballer
- 1987 - Meryl Davis, Amerikaans kunstschaatsster
- 1987 - Nana Dzagnidze, Georgisch schaakster
- 1987 - Kees Pier Tol, Nederlands voetballer
- 1988 - Kenrick Monk, Australisch zwemmer
- 1989 - Adèle Haenel, Frans actrice
- 1989 - Gaby Jallo, Nederlands voetballer
- 1990 - Roeslan Kambolov, Russisch voetballer
- 1990 - Serkan Kurtuluş, Turks voetballer
- 1990 - Patrick N'Koyi, Congolees-Nederlands voetballer
- 1990 - Jordi Pablo Ripollés, Spaans voetballer
- 1991 - Abdoulaye Ba, Senegalees voetballer
- 1991 - Bekim Balaj, Albanees voetballer
- 1992 - René Binder, Oostenrijks autocoureur
- 1992 - Floris Bosveld, Nederlands danser
- 1992 - Shane Duffy, Iers voetballer
- 1992 - Jack Wilshere, Engels voetballer
- 1993 - Abdoulaye Doucouré, Frans-Malinees voetballer
- 1993 - Sifan Hassan, Ethiopisch-Nederlands atlete
- 1993 - Michael Olaitan, Nigeriaans voetballer
- 1994 - Benjamin Cavet, Frans freestyleskiër
- 1994 - Emilie Hegh Arntzen, Noors handbalster
- 1994 - David Morgan, Australisch zwemmer
- 1994 - Christian Nassif, Centraal-Afrikaans zwemmer
- 1994 - Mohammed Osman, Syrisch-Nederlands voetballer
- 1994 - Issiaga Sylla, Guinees voetballer
- 1995 - Sardar Azmoun, Iraans voetballer
- 1995 - Adam Campbell, Engels voetballer
- 1995 - Miguel María García, Paraguayaans autocoureur
- 1995 - Recep Niyaz, Turks voetballer
- 1995 - Lauri Vuorinen, Fins langlaufer
- 1996 - Mahmoud Dahoud, Duits-Syrisch voetballer
- 1996 - Mathias Jensen, Deens voetballer
- 1996 - Augustine Loof, Nederlands-Sierra Leoons voetballer
- 1996 - Andreas Pereira, Braziliaans-Belgisch voetballer
- 1997 - Chidozie Awaziem, Nigeriaans voetballer
- 1997 - Mert Çetin, Turks voetballer
- 1997 - Abdalelah Haroun, Soedanees-Qatarees atleet (overleden 2021)
- 1997 - Gonzalo Montiel, Argentijns voetballer
- 1997 - Sarita Lorena, Braziliaans-Nederlandse zangeres en actrice
- 1998 - Fabian Feyaerts, Belgisch zanger
- 1998 - Enock Mwepu, Zambiaans voetballer
- 1998 - Frank Onyeka, Nigeriaans voetballer
- 1999 - Fieke Hendriks, Nederlands voetbalster
- 1999 - Gianluca Scamacca, Italiaans voetballer
- 2000 - Jekaterina Aleksandrovskaja, Russisch-Australisch kunstschaatsster (overleden 2020)
- 2000 - Nicolas Kühn, Duits voetballer
- 2000 - Boško Šutalo, Kroatisch voetballer
- 2000 - Ice Spice, Amerikaanse Rapper en Songwriter
- 2001 - Ersin Destanoğlu, Turks voetballer
- 2001 - Yasser Larouci, Algerijns-Frans voetballer
- 2002 - Simon Adingra, Ivoriaans voetballer
- 2002 - Tusse (Tusse Chiza), Zweeds zanger
- 2002 - Jaap Roelen, Nederlands wielrenner
- 2002 - Santeri Väänänen, Fins voetballer
- 2004 - Román Vega, Argentijns voetballer
- 2007 - Aberdeen O'Driscoll, Belgisch gymnast

## Overleden

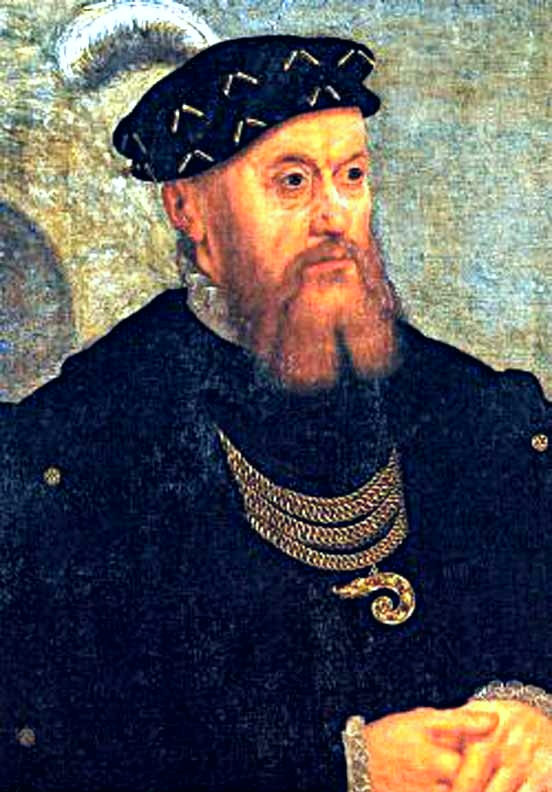
Christiaan III van Denemarken,
overleden in 1559

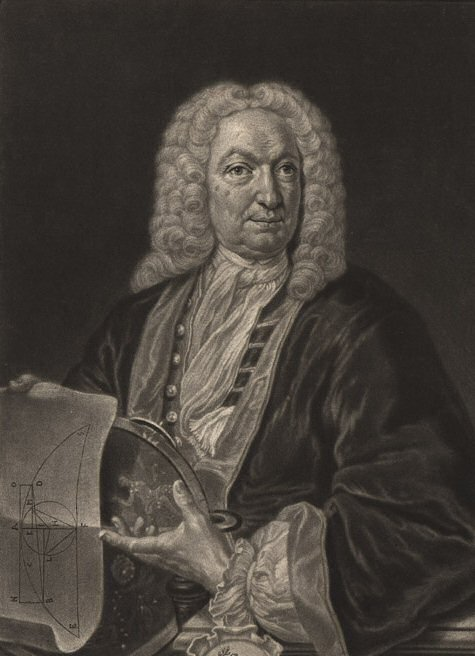
Johan Bernoulli,
overleden in 1748

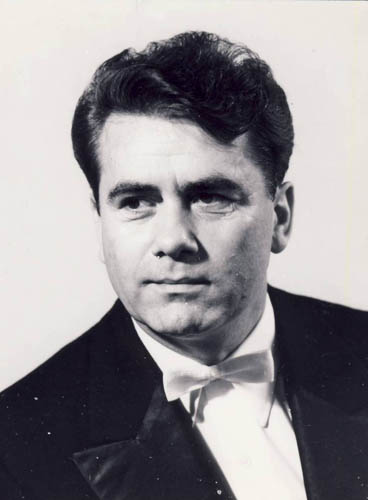
Marin Constantin
overleden in 2011

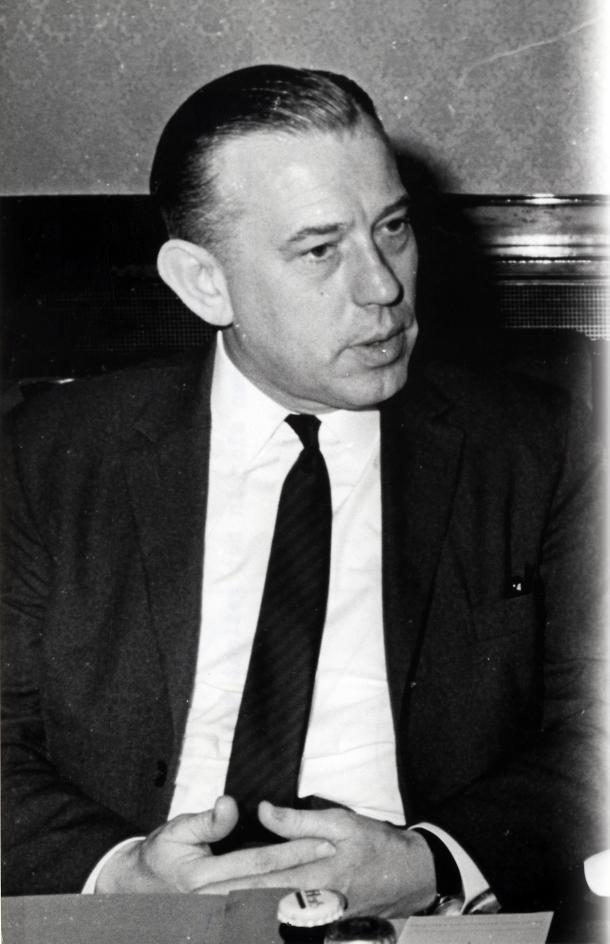
Jan Baas
overleden in 2012

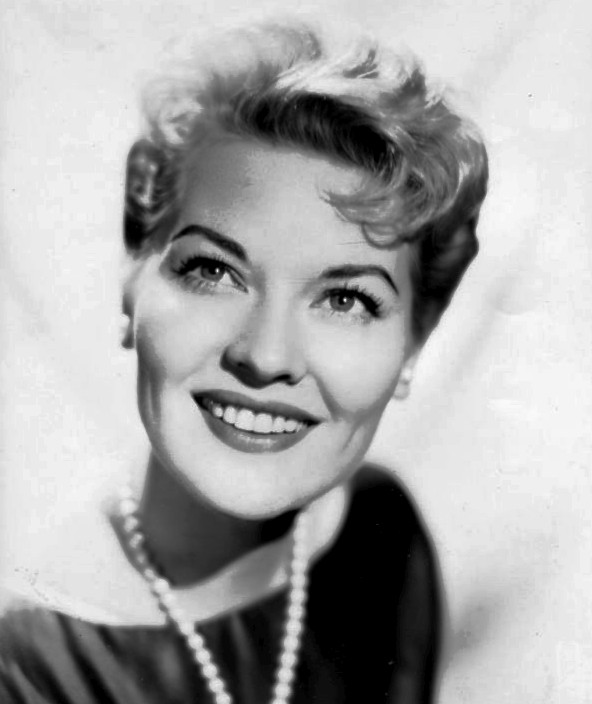
Patti Page
overleden in 2013

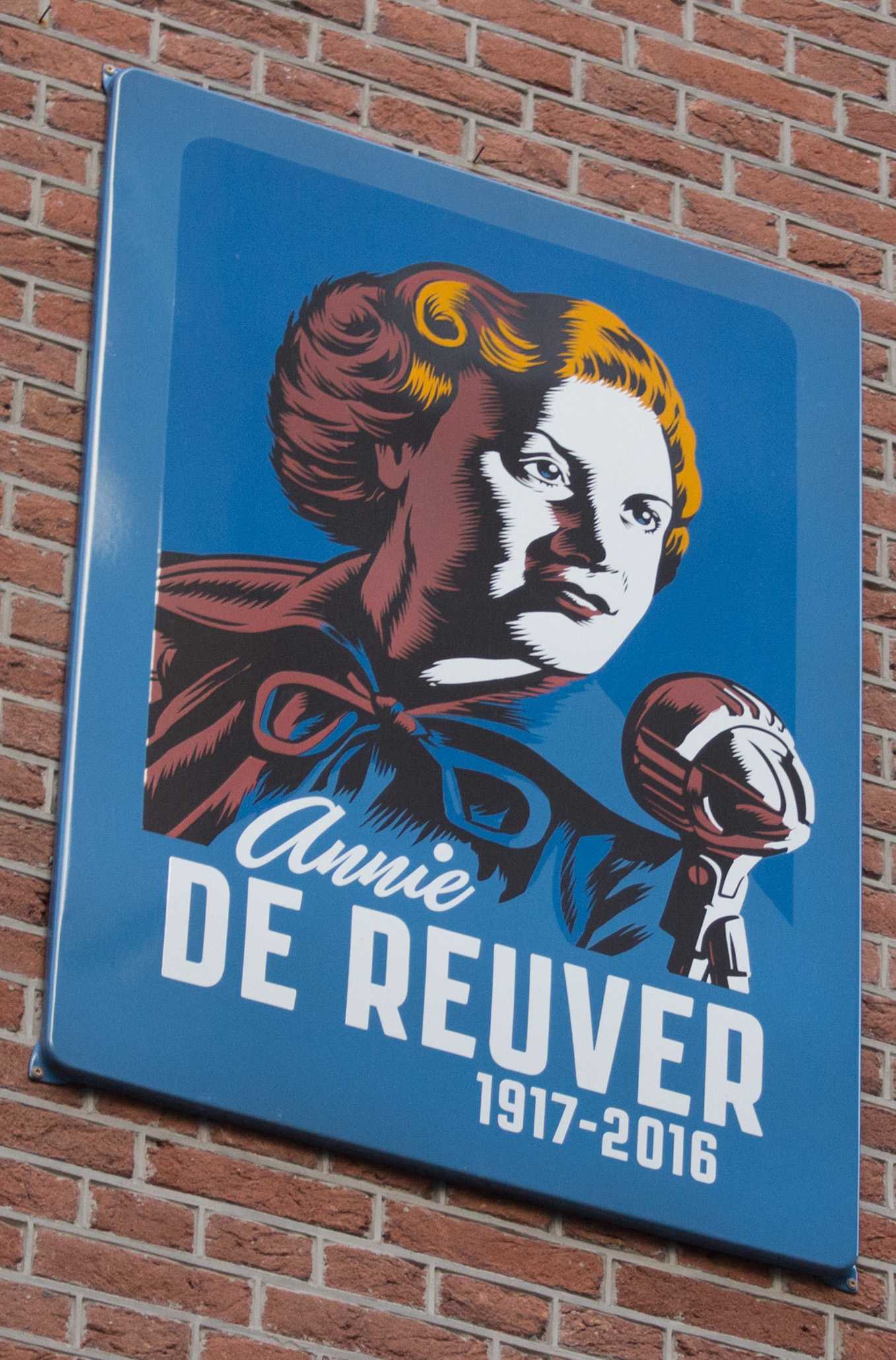
Annie de Reuver
overleden in 2016

- 138 - Lucius Aelius Verus Caesar (35), oorspronkelijke opvolger van keizer Hadrianus
- 379 - Basilius van Caesarea (49), kerkvader en heilige
- 533 - Fulgentius van Ruspe, Noord-Afrikaans bisschop
- 1515 - Lodewijk XII (52), koning van Frankrijk
- 1559 - Christiaan III van Denemarken (55), koning van Denemarken en Noorwegen
- 1658 - Caspar Sibelius (67), Nederlands predikant en theoloog
- 1708 - Franciscus Verburch (91), Nederlandse pastoor
- 1716 - William Wycherley, Engels schrijver
- 1748 - Johan Bernoulli (80), Zwitsers wiskundige
- 1766 - Jacobus Frans Eduard Stuart (77), Brits troonpretendent
- 1782 - Johann Christian Bach (47), Duits componist
- 1871 - Alexander Munro (45), Brits beeldhouwer
- 1889 - Pedro Payo (74), Spaans aartsbisschop van Manilla
- 1890 - Arnold Damen, missionaris in de V.S.
- 1894 - Heinrich Hertz (36), Duits natuurkundige
- 1898 - Douwe Casparus van Dam (71), Nederlands ontdekkingsreiziger en natuuronderzoeker
- 1942 - Jaroslav Ježek (35), Tsjechisch componist, dirigent
- 1948 - Jan Willem Landré (73), Nederlands componist
- 1953 - Hank Williams sr. (29), Amerikaans countryzanger
- 1954 - Piet Klaarhamer (79), Nederlands architect
- 1957 - Joseph Bondas (75), Belgisch politicus
- 1958 - Edward Weston (71), Amerikaans fotograaf
- 1960 - Margaret Sullavan (48), Amerikaans actrice
- 1961 - Jan Jacob Thomson (78), Nederlands predikant en letterkundige
- 1962 - Diego Martínez Barrio (76), Spaans politicus
- 1962 - Emile Cambier (80), Belgisch politicus
- 1962 - Theo Schildermans (28), Belgisch missionaris
- 1962 - Michel Vanduffel (40), Belgisch missionaris
- 1964 - Rika Hopper (86), Nederlands actrice
- 1965 - Werner Kiewitz (73), Duits militair en diplomaat
- 1966 - Vincent Auriol (81), president van Frankrijk
- 1967 - Tata Mirando (71), musicus, leider en oprichter van het zigeunerorkest Tata Mirando
- 1967 - Allard Oosterhuis (64), Nederlands verzetsstrijder
- 1967 - Elsa Regnell (77), Zweeds schoonspringer
- 1969 - Ian Fleming (80), Australisch acteur
- 1969 - Barton MacLane (66), Amerikaans acteur
- 1969 - Bruno Söderström (87), Zweeds atleet
- 1972 - Maurice Chevalier (83), Frans chansonnier, cabaretier en filmacteur
- 1972 - Pietro Linari (75), Italiaans wielrenner
- 1972 - Maximus V (74), patriarch van Constantinopel
- 1972 - Bé Nijenhuis (57), Nederlands schrijver
- 1973 - Joseph Steinweg (96), Nederlands politicus
- 1973 - Hajo Zwager (46), Nederlands historicus
- 1974 - Jan Wiebenga (87), Nederlands architect
- 1975 - Kho Liang Ie (47), Nederlands industrieel vormgever
- 1975 - Kyusaku Ogino (92), Japans medicus
- 1975 - Duke Reid (59), Jamaicaans muziekproducer, DJ en platenbaas.
- 1976 - Edmond Cathenis (53), Belgisch politicus
- 1976 - Pierre Daura (79), Spaans-Amerikaans schilder en graficus
- 1978 - Laurentius Nicolaas Deckers (94), Nederlands politicus
- 1979 - Bolesław Piasecki (63), Pools politicus
- 1980 - Adolph Deutsch (82), Brits-Amerikaans componist
- 1980 - Jan-Baptist de Gheldere (67), Belgisch burgemeester
- 1980 - Pietro Nenni (88), Italiaans socialistisch politicus
- 1980 - Gerard Tap (79), Nederlands voetballer
- 1980 - Frank Wykoff (70), Amerikaans atleet
- 1981 - Mauri Rose (74), Amerikaans autocoureur
- 1982 - Victor Buono (43), Amerikaans acteur
- 1982 - Gillis Johannis le Fèvre de Montigny (80), Nederlands militair leider
- 1982 - Felix Weber (78), Zwitsers politicus
- 1983 - David Buttolph (80), Amerikaans filmcomponist
- 1983 - Arie de Winter (67), Nederlands voetballer
- 1984 - Leni Mengelberg (80), Nederlands schrijfster
- 1985 - Louis Caput (61), Frans wielrenner en ploegleider
- 1986 - Klaas van Nek (86), Nederlands wielrenner
- 1986 - Henri de Wolf (47), Nederlands kunstschilder
- 1987 - Maurice Mandelbaum (78), Amerikaans filosoof
- 1988 - Clementine Hunter (101), Amerikaans kunstschilder
- 1988 - Hiroaki Sato (55), Japans voetballer
- 1988 - Anna Sipos (79), Hongaars tafeltennisspeelster
- 1990 - Charles Boost (82), Nederlands illustrator, schrijver en recensent
- 1990 - Ernst Kuzorra (84), Duits voetballer
- 1990 - Piet Sanders (63), Nederlands burgemeester
- 1991 - Inga Gentzel (82), Zweeds atlete
- 1991 - Charles B. Timmer (83), Nederlands dichter en vertaler
- 1992 - Grace Hopper (85), Amerikaans wiskundige en computerpionier
- 1992 - Constantin Poustochkine (81), Nederlands jazzmusicus en -criticus
- 1993 - Adolf Lang (79), Duits autocoureur
- 1994 - Cesar Romero (86), Cubaans-Amerikaans acteur
- 1994 - Werner Schwab (35), Oostenrijks toneelkunstenaar
- 1995 - Nans van Leeuwen (94), Nederlands tekenares en illustratrice
- 1995 - Fred West (53), Brits seriemoordenaar
- 1995 - Eugene Wigner (92), Hongaars-Amerikaans natuur- en wiskundige
- 1996 - Eddy Cobiness (62), Canadees kunstenaar
- 1996 - Arthur Rudolph (89), Duits raketbouwer en ruimtevaartdeskundige
- 1997 - Eugenius van Beieren (71), lid Duitse adel
- 1997 - Asnoldo Devonish (64), Venezolaans atleet
- 1997 - Piet Laros (95), Nederlands verzetsstrijder
- 1997 - Townes Van Zandt (52), Amerikaans zanger
- 1998 - Alfred Lagarde (49), Nederlands diskjockey
- 1998 - Åke Seyffarth (78), Zweeds schaatser
- 1998 - Helen Wills-Moody (92), Amerikaans tennisspeelster
- 1999 - Patrick de Josselin de Jong (76), Nederlands antropoloog
- 2000 - Arthur Lehning (100), Nederlands schrijver
- 2000 - Hester van Lennep (83), Nederlands verzetsstrijder
- 2000 - Hilger Schallehn (63), Duits componist, dirigent en architect
- 2001 - Remi Capoen (84), Belgisch wielrenner
- 2001 - Jan de Jong (83), Nederlands architect
- 2001 - Michael Stremel (34), Amerikaans filmproducent
- 2001 - Ray Walston (86), Amerikaans acteur
- 2002 - Hellmuth Marx (86), Oostenrijks beeldhouwer
- 2003 - Royce D. Applegate (63), Amerikaans acteur en scenarioschrijver
- 2004 - Jean-Pierre Hallet (76), Belgisch antropoloog en mensenrechtenactivist
- 2004 - Harold Henning (69), Zuid-Afrikaans golfer
- 2004 - Henri van Straelen (100), Nederlands priester
- 2005 - Frans Baudouin (84), Belgisch kunsthistoricus
- 2005 - Shirley Chisholm (80), Amerikaans federaal parlementslid
- 2005 - Jan Goossen (67), Nederlands kunstenaar
- 2005 - Eugene James Martin (66), Amerikaans kunstenaar
- 2005 - Dmitri Neljoebin (33), Russisch wielrenner
- 2005 - Willem Scholten (77), Nederlands politicus
- 2006 - Johan Ballegeer (78), Belgisch historicus en jeugdschrijver
- 2006 - Herman Kip (80), Nederlands kunstschilder
- 2007 - Leonard Fraser (55), Australisch moordenaar
- 2007 - Tibor Máté (92), Hongaars handballer
- 2007 - Tillie Olsen (94), Amerikaans schrijfster, dichteres, vakbondsactiviste en feministe
- 2007 - Del Reeves (74), Amerikaans countryzanger en komiek
- 2007 - Bert van der Vegt (73), Nederlands politicus
- 2007 - Darrent Williams (24), Amerikaans Americanfootballspeler
- 2008 - Cornelis Augustijn (79), Nederlands theoloog, predikant en kerkhistoricus
- 2008 - Salvatore Bonanno (75), Amerikaans maffioso, schrijver en televisieproducent
- 2008 - Peter Caffrey (58), Iers acteur
- 2008 - Pratap Chandra Chunder (88), Indiaas politicus
- 2008 - Dirk van Egmond (54), Nederlands omroepman
- 2008 - Irena Górska-Damięcka (97), Pools actrice en theaterdirectrice
- 2008 - Thiyagarajah Maheswaran (41), Sri Lankaans parlementslid
- 2008 - Lucas Sang (46), Keniaans atleet
- 2009 - Aarne Arvonen (111), Fins oorlogsveteraan
- 2009 - Walter Haynes (80), Amerikaans gitarist
- 2009 - Nizar Rayan (49), Palestijns sjeik, imam en Hamaskopstuk
- 2009 - Johannes Mario Simmel (84), Oostenrijks auteur
- 2009 - Helen Suzman (91), Zuid-Afrikaans politica en antiapartheidsactiviste
- 2010 - Periyasamy Chandrasekaran (52), Sri Lankaans politicus
- 2010 - Michael Dwyer (58), Iers journalist
- 2010 - Sergio Messen (60), Chileens voetballer
- 2010 - Freya von Moltke (98), Duits verzetsstrijdster
- 2010 - Tetsuo Narikawa (65), Japans acteur
- 2010 - Lhasa de Sela (37), Mexicaans zangeres
- 2010 - Faisal Bin Shamlan (75), Jemenitisch politicus
- 2010 - John Shelton Wilder (88), Amerikaans politicus
- 2011 - Marin Constantin (85), Roemeens musicus, componist en dirigent
- 2011 - Charles Fambrough (60), Amerikaans jazzbassist en componist
- 2011 - Gerd Michael Henneberg (88), Duits acteur
- 2011 - Flemming Jørgensen (63), Deens acteur en zanger van de band Bamses Venner
- 2011 - Billy Joe Patton (88), Amerikaans golfer
- 2012 - Gary Ablett (46), Brits voetballer
- 2012 - Bob Anderson (89), Brits schermer, acteur, choreograaf en zwaardvechter
- 2012 - Jan Baas (94), Nederlands politicus
- 2012 - Jorge Andrés Boero (38), Argentijns motorcoureur
- 2012 - Kiro Gligorov (94), Macedonisch politicus
- 2012 - Yafa Yarkoni (86), Israëlisch zangeres
- 2013 - Adrian Bentzon (83), Deens jazzpianist en -componist
- 2013 - Patti Page (85), Amerikaans zangeres
- 2013 - Barbara Werle (84), Amerikaans actrice
- 2014 - Herman Pieter de Boer (85), Nederlands schrijver, liedjesschrijver en journalist
- 2014 - Milan Horvat (94), Kroatisch dirigent
- 2014 - Juanita Moore (99), Amerikaans actrice
- 2014 - Josep Seguer (90), Spaans voetballer
- 2015 - Ulrich Beck (70), Duits socioloog
- 2015 - Mario Cuomo (82), Amerikaans politicus
- 2015 - Donna Douglas (82), Amerikaans actrice
- 2015 - Omar Karami (80), Libanees premier
- 2015 - Géry Leuliet (104), Frans geestelijke
- 2015 - Ninón Sevilla (93), Cubaans-Mexicaans actrice
- 2016 - Annie de Reuver (98), Nederlands zangeres
- 2016 - Vilmos Zsigmond (85), Hongaars cameraregisseur
- 2017 - Tony Atkinson (72), Brits econoom
- 2017 - Johan Bruinsma (89), Nederlands plantenfysioloog
- 2017 - René De Clercq (71), Belgisch veldrijder
- 2017 - Lorne Loomer (79), Canadees roeier
- 2017 - Mel Lopez (81), Filipijns politicus en burgemeester van Manilla
- 2017 - Yaakov Neeman (77), Israëlisch advocaat en politicus
- 2017 - Derek Parfit (74), Brits filosoof
- 2018 - Kees Jan Dik (75), Nederlands hoogleraar
- 2018 - Wilbert Longmire (77), Amerikaans rhythm & blues- en jazzgitarist
- 2018 - Mauro Staccioli (80), Italiaans beeldhouwer
- 2018 - Sees Vlag (83), Nederlands kunstenaar en graficus
- 2018 - Anne de Vries (73), Nederlands schrijver en deskundige jeugdliteratuur
- 2018 - Herman Tammo Wallinga (92), Nederlands hoogleraar
- 2019 - Feis (32), Nederlands rapper
- 2020 - Chris Barker (39), Engels voetballer
- 2020 - Jaap Schröder (94), Nederlands violist, dirigent en muziekpedagoog
- 2021 - Jan de Bie (74), Nederlands beeldend kunstenaar
- 2021 - Carlos do Carmo (81), Portugees zanger
- 2021 - Bernard Guignedoux (73), Frans voetballer en voetbaltrainer
- 2021 - Misty Morgan (75), Amerikaans countryzangeres
- 2021 - Paatje Phefferkorn (98), Nederlands-Indonesisch vechtsporter
- 2021 - Liam Reilly (65), Iers zanger en muziekproducer
- 2021 - Mohammad Taqi Mesbah Yazdi (ca. 85), Iraans geestelijke
- 2022 - Stella Bos (86), Nederlands zangeres
- 2023 - Bob Jongen (95), Duits-Nederlands voetballer
- 2024 - James Herbert Brennan (83), Iers schrijver
- 2024 - André Hissink (104), Nederlands oorlogsveteraan
- 2024 - Óscar Ortubé (79), Boliviaans voetbalscheidsrechter
- 2024 - Niklaus Wirth (89), Zwitsers ontwikkelaar van programmeertalen (o.a. Pascal)
- 2024 - Leslie Watson (78), Brits atlete
- 2025 - David Lodge (89), Brits schrijver en literatuurwetenschapper

## Viering/herdenking
- Nieuwjaarsdag
- Rooms-katholieke kalender:

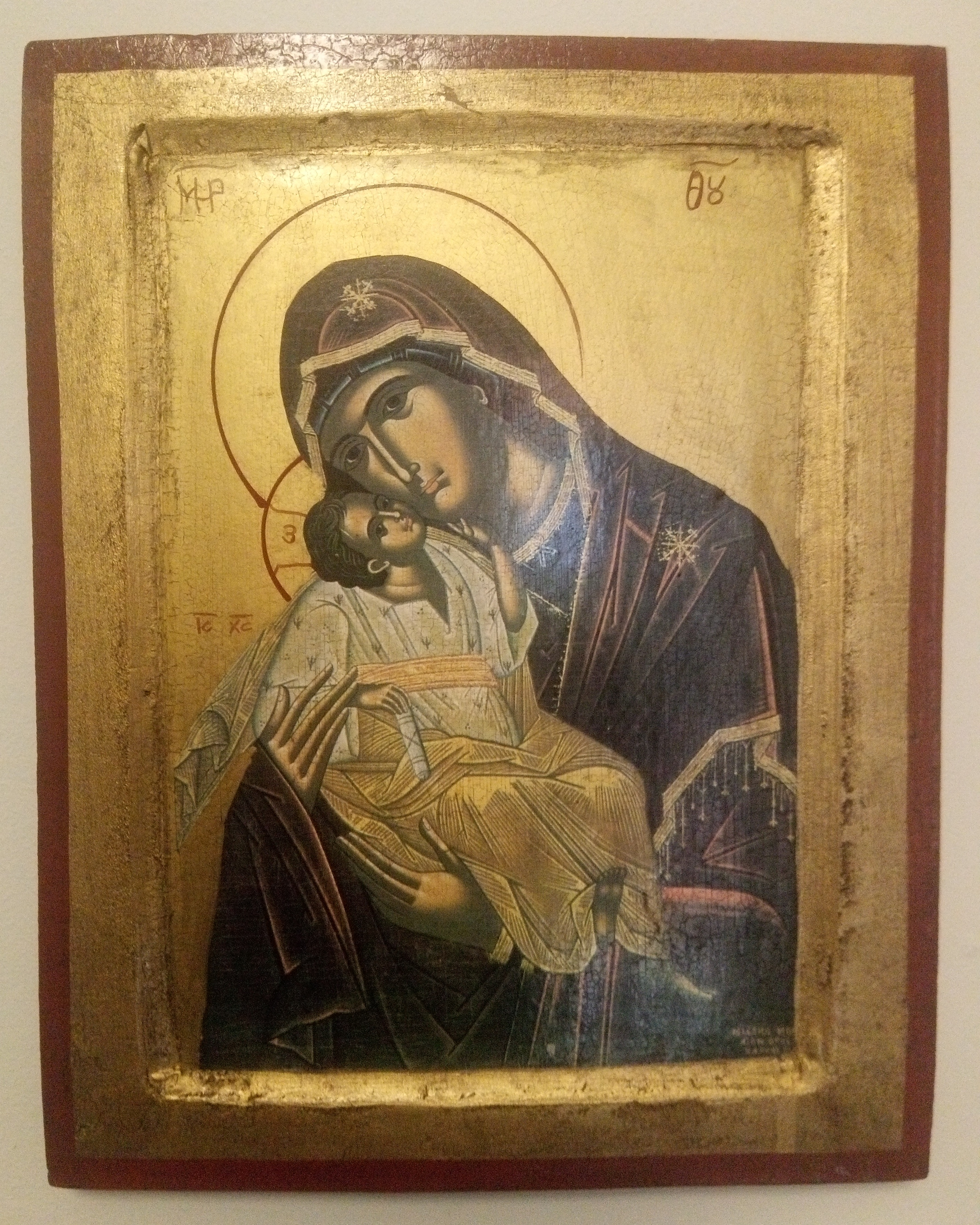
Maria Moeder Gods

  - Feest van de Moeder Gods (octaafdag van Kerstmis) - Hoogfeest
  - O.L.V. van Wijnendale
  - Heilige Odilo van Cluny († 1049)
  - Heilige Sigismund Gorazdowski († 1920)
  - Heilige Fulgentius van Ruspe († 533)
  - Heilige Clarus van Vienne († c. 660)
  - Heilige Gregorius van Nazianze de oudere († 374)
  - Heilige Almachius van Rome († c. 404)
  - Heilige Eugendus van Condat († 510)
  - Heilige Odilo van Stavelot († 954)
  - Heilige Zdislava van Lemberk († 1252)
  - Zalige Valentinus Paquay († 1905), priester (paterke van Hasselt)
  - Zalige Hugolinus van Gualdo († 1260)
  - Wereld Vrede Dag (1972)
  - Otfried von Weißenburg († c. 870)
- Cuba - Bevrijdingsdag
- Haïti - Onafhankelijkheidsdag (1804)
- Kameroen - Onafhankelijkheidsdag (1960)
- Soedan - Onafhankelijkheidsdag (1956)
- West-Samoa - Onafhankelijkheidsdag (1962)
- Brunei - Onafhankelijkheidsdag (1984)
- Australië - Dag van de grondwet (1901)
- Republiek China - Oprichtingsdag van de Republiek China, oprichting van de Voorlopige Regering in 1912
- Litouwen - Vlagdag
- Slowakije - Dag van de oprichting van de Slowaakse Republiek (1993)
- Junkanoo in Nassau (Bahama's)
- Publiekdomeindag

## Oprichting voetbalploegen
- AA Gent werd op 1 januari 1898 gesticht
- Charleroi SC werd op 1 januari 1904 gesticht

## Weerextremen

### Nederland
| | Officiële records | Officiële records | Officiële records |      | Landelijke records | Landelijke records | Landelijke records |
| Gebeurtenis | Jaar              | Extreem           | Locatie           | Jaar | Extreem            | Locatie            |                    |
| --- | ----------------- | ----------------- | ----------------- | ---- | ------------------ | ------------------ | ------------------ |
| Laagste etmaalgemiddelde temperatuur (°C) | 1997              | −11,4             | De Bilt           |      | 1997               | −14,9              | Maastricht         |
| Hoogste etmaalgemiddelde temperatuur (°C) | 2023              | 12,4              | De Bilt           |      | 2023               | 13,2               | Ell                |
| Laagste minimumtemperatuur (°C) | 1979              | −16,9             | De Bilt           |      | 1971               | −21,0              | Eelde              |
| Hoogste minimumtemperatuur (°C) | 2022              | 10,9              | De Bilt           |      | 2022               | 11,8               | Twenthe            |
| Laagste maximumtemperatuur (°C) | 1997              | −7,3              | De Bilt           |      | 1997               | −12,3              | Maastricht         |
| Hoogste maximumtemperatuur (°C) | 2023              | 15,6              | De Bilt           |      | 2023               | 16,9               | Eindhoven          |
| Hoogste uurgemiddelde windsnelheid (m/s) | 1949              | 18,5              | De Bilt           |      | 1976               | 24,7               | Vlissingen         |
| Hoogste windstoot (m/s) | 1951              | 25,7              | De Bilt           |      | 1976               | 34,0               | Vlissingen         |
| Langste zonneschijnduur (uur) | 1905              | 6,9               | De Bilt           |      | 1950, 1973         | 7,1                | Maastricht         |
| Langste neerslagduur (uur) | 1958              | 17,5              | De Bilt           |      | 1987               | 18,8               | Eindhoven          |
| Hoogste etmaalsom van de neerslag (mm) | 1943              | 19,3              | De Bilt           |      | 2012               | 35,5               | Berkhout           |
| Laagste etmaalgemiddelde relatieve vochtigheid (%) | 1906              | 51                | De Bilt           |      | 1906               | 47                 | Maastricht         |
| Laagste uurwaarde luchtdruk op zeeniveau (hPa) | 1949              | 974,4             | De Bilt           |      | 1949               | 970,2              | De Kooy            |
| Hoogste uurwaarde luchtdruk op zeeniveau (hPa) | 1905              | 1044,6            | De Bilt           |      | 1905               | 1044,6             | De Bilt            |
| Officiële records worden altijd gemeten op het KNMI-weerstation in De Bilt. Landelijke records kunnen worden gemeten op elk officieel KNMI-weerstation in Nederland. |                   |                   |                   |      |                    |                    |                    |

Uitzonderlijke gebeurtenissen
- 1918 - Officieel laagste maximumtemperatuur in °C van het jaar gemeten in De Bilt: −0,8
- 1970 - Officieel laagste minimumtemperatuur in °C van het jaar gemeten in De Bilt: −12,0
- 1993 - Dichtste mist ooit gemeten
- 2022 - Eerste landelijke zachte dag van het jaar gemeten in Maastricht (maximumtemperatuur ≥ 15 °C op een officieel weerstation). Dit is de meest vroege datum waarop de eerste landelijke zachte dag is gemeten. Samen met 1 januari 2023.
- 2023 - Officieel maandrecord hoogste maximumtemperatuur in °C van januari gemeten in De Bilt: 15,6
- 2023 - Landelijk maandrecord hoogste maximumtemperatuur in °C van januari gemeten in Eindhoven: 16,9
- 2023 - Officieel hoogste etmaalgemiddelde temperatuur in °C van januari dit jaar gemeten in De Bilt: 12,4
- 2023 - Landelijk hoogste etmaalgemiddelde temperatuur in °C van januari dit jaar gemeten in Ell: 13,2
- 2023 - Officieel hoogste minimumtemperatuur in °C van januari dit jaar gemeten in De Bilt: 10,4
- 2023 - Landelijk hoogste minimumtemperatuur in °C van januari dit jaar gemeten in Westdorpe: 10,7
- 2023 - Officieel hoogste maximumtemperatuur in °C van januari dit jaar gemeten in De Bilt: 15,6
- 2023 - Landelijk hoogste maximumtemperatuur in °C van januari dit jaar gemeten in Eindhoven: 16,9
- 2023 - Eerste officiële zachte dag van het jaar (maximumtemperatuur ≥ 15 °C in De Bilt). Dit is de meest vroege datum waarop de eerste officiële zachte dag is gemeten.
- 2023 - Eerste landelijke zachte dag van het jaar gemeten in Arcen, Cabauw, De Bilt, Deelen, Eindhoven, Ell, Gilze-Rijen, Herwijnen, Heino, Hupsel, Maastricht, Twenthe, Volkel, Westdorpe en Woensdrecht (maximumtemperatuur ≥ 15 °C op een officieel weerstation). Dit is de meest vroege datum waarop de eerste landelijke zachte dag is gemeten. Samen met 1 januari 2022.

### België
Dagrecords
- 1997 - Laagste etmaalgemiddelde temperatuur −12,1 °C
- 2023 - Hoogste etmaalgemiddelde temperatuur 12,8 °C[13]
- 1997 - Laagste minimumtemperatuur −14,1 °C
- 2023 - Hoogste maximumtemperatuur 15.2 °C[14]
- 1943 - Hoogste etmaalsom van de neerslag 16,6 mm

Uitzonderlijke gebeurtenissen
- 1926 - Catastrofale overstromingen in de Maasvallei. Op sommige plaatsen reikt het water tot de eerste verdieping van woningen.
- 1997 - In Ernage (Gembloers) bedroeg de maximumtemperatuur –11,7°C.

<< · 1 · 2 · 3 · 4 · 5 · 6 · 7 · 8 · 9 · 10 · 11 · 12 · 13 · 14 · 15 · 16 · 17 · 18 · 19 · 20 · 21 · 22 · 23 · 24 · 25 · 26 · 27 · 28 · 29 · 30 · 31 · >>